# شورلت مونت کارلو
شورلت مونت کارلو (به زبان انگلیسی:Chevrolet Monte Carlo) یک خودروی دو در و کوپه است که از سال ۱۹۷۰ تا ۲۰۰۷ توسط کمپانی شورلت در شش نسل تولید شد.
نسل اول در فاصله سال‌های ۱۹۷۰ تا ۱۹۷۲، نسل دوم از ۱۹۷۳ تا ۱۹۷۷، نسل سوم از ۱۹۷۸ تا ۱۹۸۰، نسل چهارم از ۱۹۸۱ تا ۱۹۸۸، نسل پنجم از ۱۹۹۵ تا ۱۹۹۹ و نسل ششم از ۲۰۰۰ تا ۲۰۰۷ روانه بازار شد.
نام این خودرو از شهر مونت‌کارلو در کشور موناکو گرفته شده و شورلت این خودرو را به عنوان یک خودرو کوپه لوکس تولید می‌کرد. مونت کارلو در واقع اولین خودرویی است که توسط شورلت در سبک خودروهای لوکس شخصی تولید شد.
از همرده‌ها و رقبای این خودرو در آن زمان می‌توان به اولدزموبیل کاتلس، پونتیاک گرند پریکس، بیوک ریگال، کرایسلر کوردوبا و دوج چارجر اشاره کرد.
مونت کارلو از پرفروش‌ترین و محبوب‌ترین خودروهای تولید شده در تاریخ کمپانی شورلت است وامروزه نیز به عنوان خودرو کلاسیک مورد توجه علاقمندان و مجموعه‌داران است. در ایران تنها نسل دوم و سوم مونت کارلو به تعداد محدود وارد شد و تعداد نمونه‌های سالم آن بسیار کمیاب است.
از سال ۱۹۷۰ تا ۱۹۷۲ نسخه‌ای از پلتفرم A-body بر روی مونت کارلو استفاده شد که مخصوص پونتیاک گرند پریکس بود ولی از سال ۱۹۷۳ به بعد نسخه‌ای اختصاصی از پلتفرم A-body برای مونت کارلو توسعه داده شد که در رده A-bodyهای سایز میانی قرار می‌گرفت. در اواخر دهه هفتاد به دلیل بحران انرژی که رخ داده بود اکثر خودروها دستخوش یک کاهش ابعاد عمده شدند. از سال ۱۹۷۸ نسل سوم مونت کارلو معرفی شد که نسبت به نسل قبلی کمی ابعاد کوچک‌تری داشت. این کاهش ابعاد در سال ۱۹۸۱ به صورت مشهودتری صورت گرفت و جنرال موتورز در طراحی پلتفرم A-body یک بازنگری عمده انجام داد و پلترم G-body متولد شد و تولید مونت کارلو نیز از آن سال با همین پلتفرم آغاز شد. از سال ۱۹۸۸ شورلت مونت کارلو با نسخه دو در شورلت لومینا جایگزین شد.
پس از وقفه‌ای کوتاه و پس از آن که لومینا نتوانست به موفقیت مونت کارلو برسد، تولید لومینا قطع شد و مونت کارلو در سال ۱۹۹۵ دوباره احیا شد و نسل پنجم آن جایگزین نسخه کوپه شورلت لومینا شد. مونت کارلو در آن سال با کنار زدن کامارو بزرگ‌ترین کوپه تولید شورلت عنوان گرفت. پس از این که تولید نسخه چهار در شورلت لومینا هم متوقف شد، شورلت ایمپالا به عنوان نسخه سدان جایگزین آن شد و در واقع مونت کارلو در نسل ششم خود، حکم نسخه کوپه ایمپالا را داشت. بعد از سال ۲۰۰۲، تولید پونتیاک گرند پریکس متوقف شد و از آن پس مونت کارلو بزرگ‌ترین کوپه لوکسی بود که توسط یک خودروساز آمریکایی تولید می‌شد. در سال ۲۰۰۷، به دلیل برنامه‌هایی که شورلت برای احیاء کامارو داشت، تولید مونت کارلو متوقف شد. مونت کارلو در بیشتر مدت زمان تولیدش به دلیل طراحی بهبودیافته و آیرودینامیک خود نمایده شورلت در مسابقات اتوموبیلرانی استوک و مسابقات معروف نسکار بود و در این زمینه هم‌رده بیوک رگال گرندنشنال
قرار می‌گرفت.

## توسعه
در سال ۱۹۶۸ جنرال موتورز سیاست فاصله بین دو محور را برای خودروهای دارای پلتفرم A با سایز متوسط در نظر گرفت. از این رو فاصله بین دو محور در خودروهای دو در ۱۱۲ اینچ (۲٬۸۴۵ میلی‌متر)، خودروهای سدان ۱۱۶ اینچ (۲٬۹۴۶ میلی‌متر) و برای واگن‌های استیشن هم ۱۲۱ اینچ (۳٬۰۷۳ میلی‌متر) در نظر گرفته شد.
ایده پردازی الیوت استس مدیرکل وقت جنرال موتورز و دیوید هولمز طراح ارشد آن زمان این بود که مونت کارلو را به عنوان نسخه شورلت از پونتیاک گرند پریکس خلق کنند. آن‌ها از برای ساخت مونت کارلو از کادیلاک ال‌دورادو مدل‌سازی کردند، اگر چه قسمت عمده و ساختار آن با شورلت شول مشترک بود و در واقع می‌توان گفت مونت کارلو به عنوان نسخه بزرگ‌تر و لوکس‌تر شورلت شول در نظر گرفته شده بود. ستون‌های عقب مونت کارلو بسیار بزرگ طراحی شده و گلگیرهای آن برجسته، بلند و حجیم بودند. در طراحی مونت کارلو از سبک (coke bottle) یا به اصطلاح بطری نوشابه کوکا کولا استفاده شد. این سبک اشاره به خودروهایی دارد که بخش مرکزی بدنه آن‌ها باریک است و توسط گلگیرهایی برجسته و دارای قوس و خم‌های فراوان احاطه شده‌است. این تکنیک طراحی ابتدا در جت‌های فایتر استفاده شد که سبب کاهش قابل توجه نیروی پسار یا نیروی مقاومت شاره می‌شود. این تکنیک طراحی در صنعت اتومبیل علاوه بر جذابیت بصری، بهبود عملکرد قابل توجهی را هم فراهم می‌کند. از دیگر ویژگی‌های طراحی مونت کارلو می‌توان به برف پاک کن‌های مخفی اشاره کرد. سیستم نظارت بر نور (Light monitoring system) که با نام فیبرنوری هم شناخته می‌شود از آپشن‌های سفارشی در نسل اول مونت کارلو بود.
در دهه ۹۰ میلادی در یکی از مقالات مجله chevrolet high performance عنوان شد که نسل اول مونت کارلو تحت نام کنکورس در دست توسعه قرار داشت که میتوانست یک خودروی پرسرعت باشد. در آن زمان روال شورلت بر این بود که اکثر خودروهای در دست توسعه‌اش را به صورتی نامگذاری کند که با حرف (C) آغاز شوند. با این که مونت کارلو تحت رهبری پیتر استس توسعه یافت، اما به صورت رسمی توسط جان دیلوریان که جانشین پیتر استس شده بود، در سپتامبر ۱۹۶۹ به عنوان مدل جدیدی برای سال ۱۹۷۰ رونمایی شد. جان دیلوریان یک سال قبل آن نیز در پونتیاک، مسئول توسعه مدل گرند پریکس بود.

## نسل اول

### ۱۹۷۰
سبک طراحی مونت کارلو در مدل ۱۹۷۰ با استفاده از جلوپنجره مستطیلی کروم کاری شده که دارای الگوی شبکه‌ای ظریف از ۷۲۰ مربع کوچک با دو خط تقسیم‌کننده افقی متمایز می‌شود و در مرکز جلو پنجره‌اش یک نماد با رنگ‌های کروم و قرمز که به تاج شوالیه معروف است مزین شده، چراغ‌های جلوی گرد با حاشیه کروم که با شورلت شول مشترک است، چراغ‌های راهنمای جلو به صورت دایره‌ای که بر روی سپر و در زیر چراغ‌های اصلی قرار گرفته و چراغ‌های پشت عمودی که نمای چراغ کادیلاک ال‌دورادو را تداعی می‌کنند.

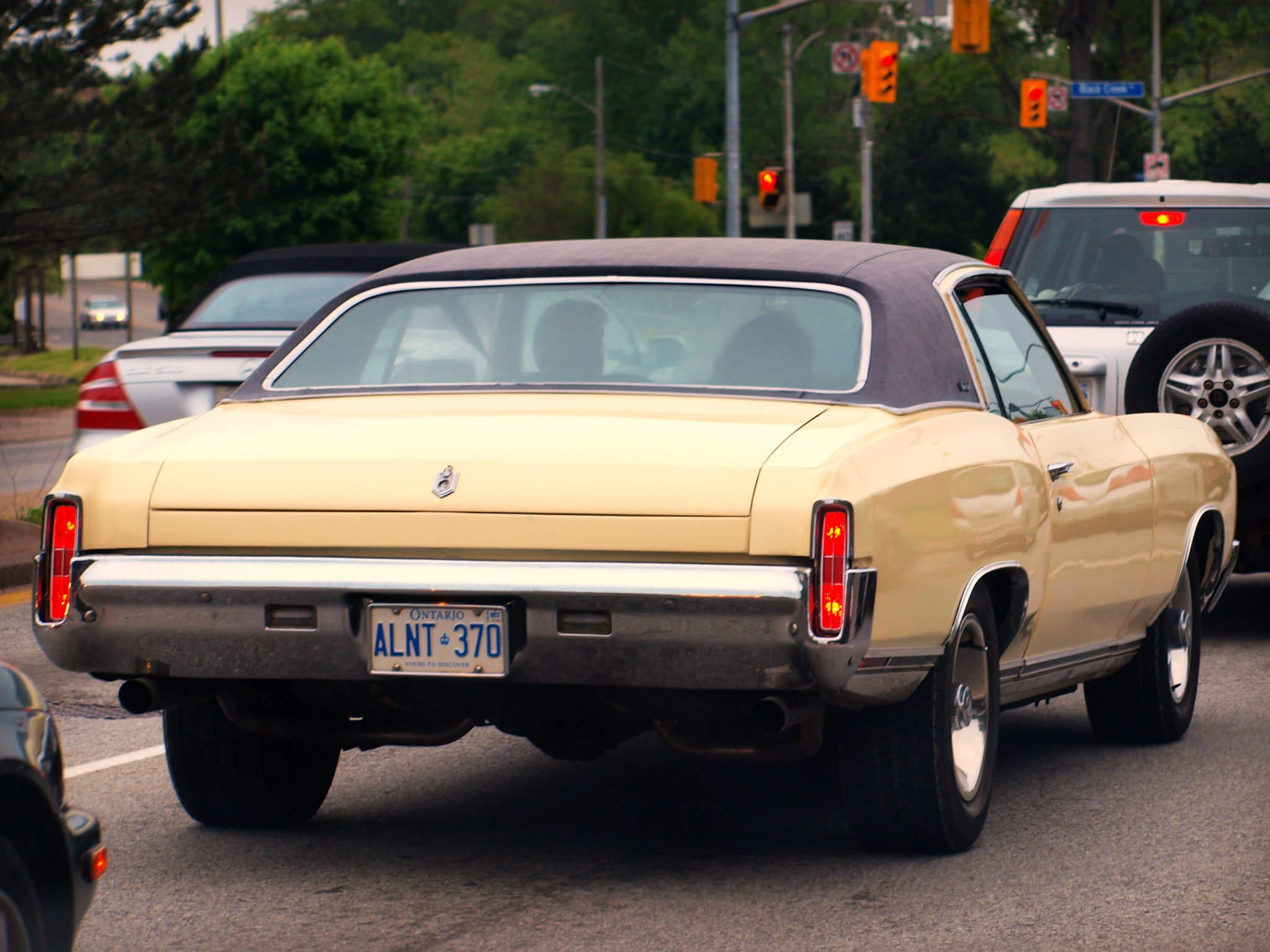
شورلت مونت کارلو ۱۹۷۰

پیشرانه استاندارد مونت کارلو یک موتور اسمال بلاک توربو فایر هشت سیلندر ۳۵۰ اینچ مکعبی (۵٫۷ لیتری) که دارای کاربراتور دو دهنه بود و حدود ۲۵۰ اسب بخار قدرت و ۴۶۸ نیوتن‌متر گشتاور تولید می‌کرد. گیربکس سه سرعته دستی و ترمزهای دیسکی از دیگر تجهیزات استاندارد این مدل بودند. در نمای داخلی، طراحی داشبورد مونت کارلو با شول دقیقاً یکسان بود و تفاوتشان در استفاده از روکش‌های چوب گردو و چوب درخت نارون در مونت کارلو بود که در مدل‌های رولز رویس استفاده می‌شد، روکش واینیل با کیفیت و فرش‌های زیرپا از دیگر امکانات مونت کارلو در این سال بود. قیمت پایه مونت کارلو در آن زمان ۳٬۱۲۳ دلار بود که از شورلت شول ۲۱۸ دلار گران‌تر
بود.

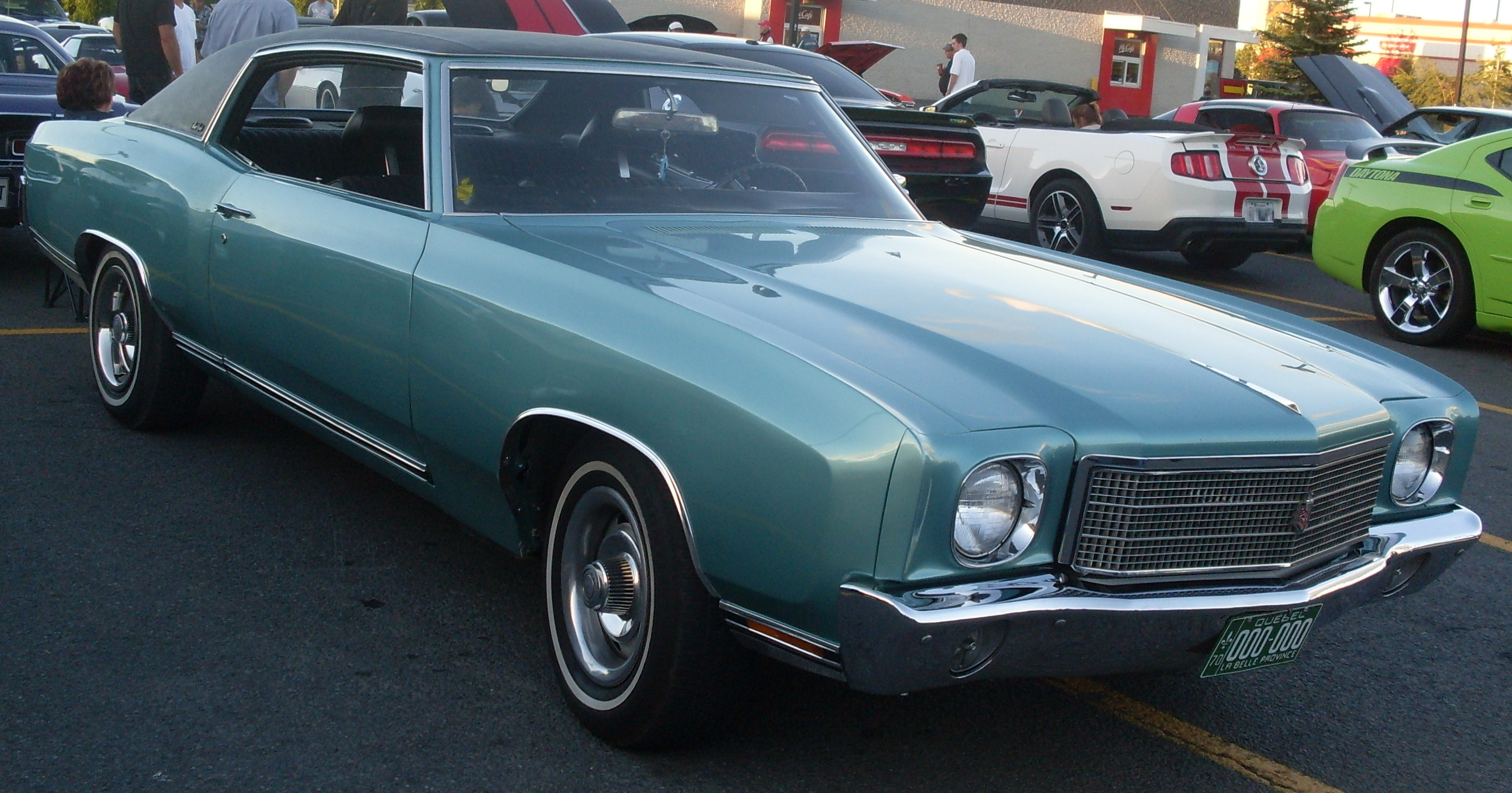
شورلت مونت کارلو ۱۹۷۰

امکانات گوناگون دیگری هم قابل دسترس بود. گیربکس دو سرعته اتوماتیک پاورگلاید (فقط روی موتورهای ۳۵۰ اینچ مکعبی)، گیربکس سه سرعته توربو-هایدرمتیک اتوماتیک و گیربکس چهار سرعته دستی. بیشتر مونت کارلوها با گیربکس توربو-هایدرمتیک عرضه شدند. فرمان هیدرولیک با ضریب متغیر، شیشه بالابرهای برقی، قفل مرکزی، بخاری، کولر، صندلی برقی، لاستیک‌های رالی، رینگ اسپرت، صندلی نیمکتی، کنسول وسط، شیفتر خلبانی، سیستم کروز کنترل، سیستم صوتی و… از امکانات پیش روی مشتری بودند که در صورت انتخاب نسخه فول آپشن قیمت نهایی مونت کارلو به بیشتر از ۵۰۰۰ دلار می‌رسید. یکی از نکات جالب این است که با در نظر گرفتن تورم آمریکا، مبلغ ۵۰۰۰ دلار در سال ۱۹۷۰ معادل حدود ۶۸ هزار دلار امروزی است.
به جز پیشرانه استاندارد ۳۵۰ اینچ مکعبی، از دیگر پیشرانه‌های قابل دسترس برای این خودرو می‌توان به موتور ۳۵۰ اینچ مکعبی توربو-فایر که دارای کاربراتور چهار دهانه بود و ۳۰۰ اسب بخار قدرت و ۵۱۵ نیوتن‌متر گشتاور تولید می‌کرد، موتور ۴۰۰ اینچی (۶٫۵ لیتری) توربو-فایر با کاربراتور دو دهانه که ۲۶۵ اسب بخار و ۵۴۲ نیوتن‌متر گشتاور تولید می‌کرد، موتور توربو-جت ۴۰۲ اینچی (۶٫۶ لیتری) با کاربراتور چهار دهانه که ۳۳۰ اسب بخار قدرت و ۵۵۵ نیوتن‌متر گشتاور تولید می‌کر د اشاره نمود. البته نکته قابل توجه این است که دو پیشرانه ۴۰۰ اینچی مذکور با هم تفاوت‌های زیادی دارند. نسخه دارای کاربرات دو دهانه در واقع بیشتر با موتور ۳۵۰ اسمال بلاک شباهت دارد در حالی که نسخه دارای کاربرات چهار دهانه در واقع یک موتور ۳۹۶ اینچی بیگ بلاک بود که توسعه و تقویت شده بود.
اسپرت‌ترین و قدرتمندترین نسخه از مونت کارلو در این سال، پکیج مونت کارلو اس‌اس ۴۵۴ (SS 454) بود و در واقع مونت کارلوهایی که دارای موتور ۴۵۴ بودند با پسوند "SS" شناخته می‌شدند. پکیج SS 454 با پرداخت مبلغ ۴۲۰ دلار اضافه‌تر قابل دسترس بود.
این پکیج شامل سیستم تعلیق heavy duty، تایرهای پهن‌تر، لوگوی SS 454 که در گوشه و کنار این خودرو خودنمایی می‌کرد، سیستم تعلیق اتوماتیک تراز عقب، گیربکس سه سرعته اتوماتیک و یک موتور توربو-جت ۴۵۴ اینچ مکعبی (۷٫۴ لیتری) با کاربراتور چهار دهانه که ۳۶۰ اسب بخار قدرت و ۶۷۸ نیوتن‌متر گشتاور تولید می‌کرد که رقمی بی‌نظیر بود. نسخه‌ای از این موتور با کد LS-6 هم در دسترس بود که ۴۵۰ اسب بخار قدرت داشت. مونت کارلو SS شتاب صفر تا صد ۵٫۸ ثانیه‌ای داشت که فوق‌العاده بود و نسبت به رقیبی مثل دوج چارجر که صفر تا صد را در ۷٫۴ ثانیه پر می‌کرد هم برتری چشمگیری داشت.
در سال ۱۹۷۰ مدل SS به صورت محدود و فقط به تعداد ۳٬۸۲۳ دستگاه تولید شد. در مجموع در سال ۱۹۷۰ تعداد ۱۴۶ هزار دستگاه مونت کارلو فروخته شد و این خودرو از همان سال اول تولید خود با استقبال قابل توجهی از سوی مردم رو به رو شد.

### ۱۹۷۱

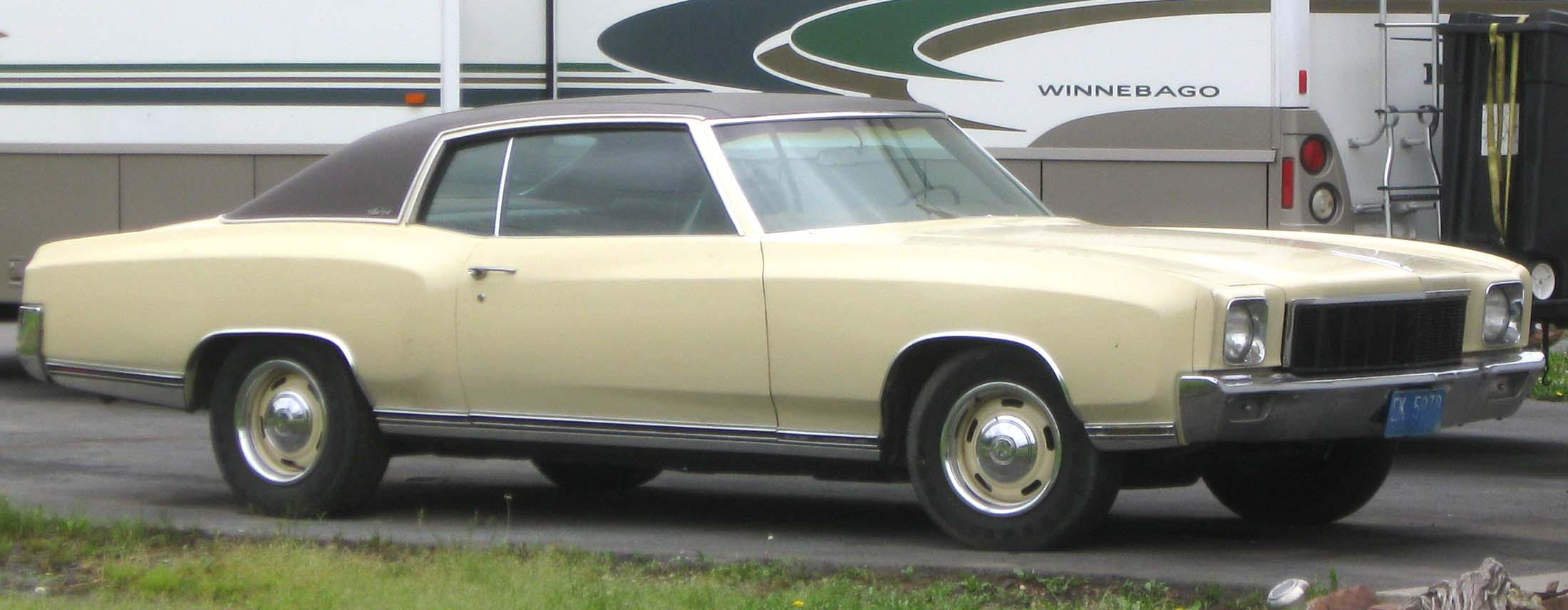
شورلت مونت کارلو ۱۹۷۱

در سال ۱۹۷۱ ظاهر مونت کارلو دستخوش تغییراتی جزئی شد. قاب چراغ جلو که در سال قبل دایره‌ای شکل بود در این سال به صورت مربعی با لبه‌های منحنی ساخته شد و چراغ‌های راهنمای جلو نیز از دایره به مستطیل تغییر شکل داده بودند. جلوپنجره دیگر خط و نوار تقسیم‌کننده وسط را نداشت و ساختار جلوپنجره به جای مربع این بار متشکل از مستطیل‌های کوچک بود. در لبه کاپوت این خودرو نوار نیزه مانندی قرار داده شد که در نوک آن لوگوی نوشتاری شورلت مشاهده می‌شد. در صندوق عقب این خودرو نماد تاج شوالیه که مختص خودروی مونت کارلو بود قرار گرفت که در وسط نماد، سوراخ قفل صندوق عقب جای گرفته بود. چراغ‌های عقب از این سال دو خط افقی و یک خط عمودی کروم رنگ در مرکز داشتند.
از نظر فنی در این سال مونت کارلو نسبت به سال پیش خود تغییر زیادی نکرد، با این حال در سال ۱۹۷۱ موتور ۴۰۰ با کاربراتور دو دهنه از لیست موتورها حذف شده و بقیه موتورها طی فرمان جدیدی از سوی جنرال موتورز با ضریب کمپرس پایین‌تری عرضه شدند تا برای استفاده روزمره از انواع بنزین‌های سرب‌دار، کم سرب یا بدون سرب سازگار باشند و این باعث شد قدرت بیشتر پیشرانه‌ها بین پنج تا ده اسب بخار افت کند، به جز مدل ۴۵۴ که قدرتش افزایش یافته و به ۳۶۵ اسب بخار رسیده بود. این افزایش قدرت و اسب بخار به دلیل بهره بردن از میل سوپاپ متعلق به شورلت کوروت در این خودرو بود. در این سال تعداد بسیار محدودی مونت کارلو از طریق سفارش‌ها خاص دارای موتور ۴۵۴ با ۴۲۵ اسب بخار هم بودند.

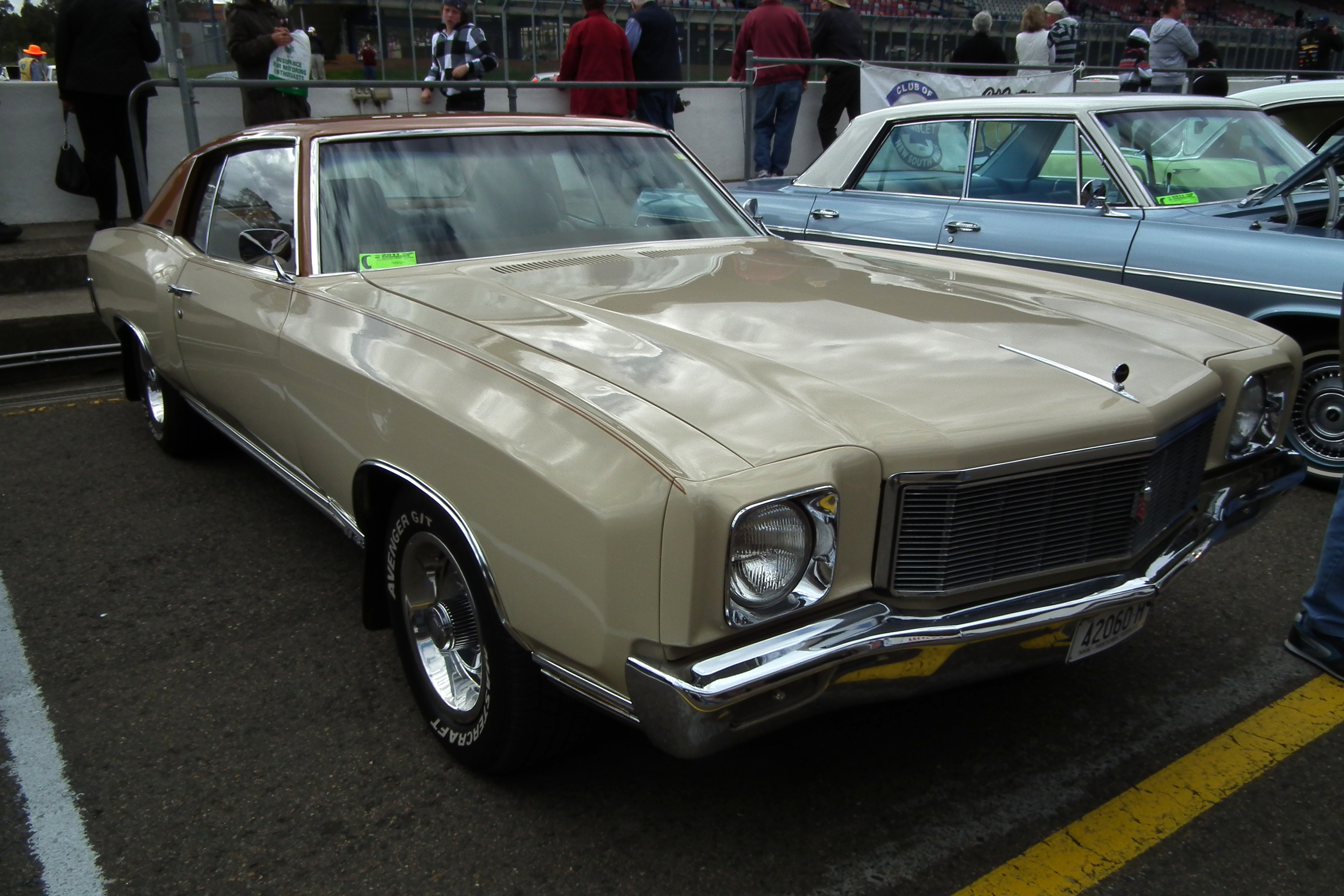
شورلت مونت کارلو اس‌اس ۱۹۷۱

عرضه پکیج SS بعد از این سال متوقف شد ولی پیشرانه ۴۵۴ اینچ مکعبی هشت سیلندر از این پکیج همچنان تا سال ۱۹۷۵ قابل سفارش بود. با این حال حذف مدل محبوب SS همیشگی نبود و در سال ۱۹۸۲ دوباره به عنوان یکی از نسخه‌های مونت کارلو احیاء شد. با این که نسخه SS پرفروش نبود و به صورت محدود عرضه می‌شد ولی همیشه به دلیل عملکرد عالی خود به عنوان نسخه‌ای مسابقه‌ای، معروف و محبوب بوده‌است.
برای این فصل از مسابقات نسکار، مدل مونت کارلو به نماینده کمپانی شورلت تبدیل شد. اکثر تیم‌های مسابقه‌ای در نسکار، مونت کارلو را بهترین خودروی شورلت برای مسابقات می‌دانستند و از دلایل آن می‌توان به فاصله بین دو محور ۱۱۶ اینچی (۲٬۹۰۰ میلی‌متری) در این خودرو اشاره کرد که از حداقل فاصله بین دو محوری که برای شرکت یک خودرو در مسابقات الزامی بود، بیشتر بود و طراحی دراز کاپوت در مونت کارلو سبب می‌شد که پیشرانه در این خودرو عقب‌تر از اکثر خودروها قرار گیرد و این امر سبب توزیع بهتر وزن در خودرو می‌شد. مونت کارلو تا سال ۱۹۸۹ نماینده شورلت در مسابقات نسکار بود. در سال ۱۹۷۱، ۱۲۸٬۶۰۰ دستگاه مونت کارلو و ۱٬۹۱۹ دستگاه مونت کارلو SS از خط تولید خارج شدند.

### ۱۹۷۲

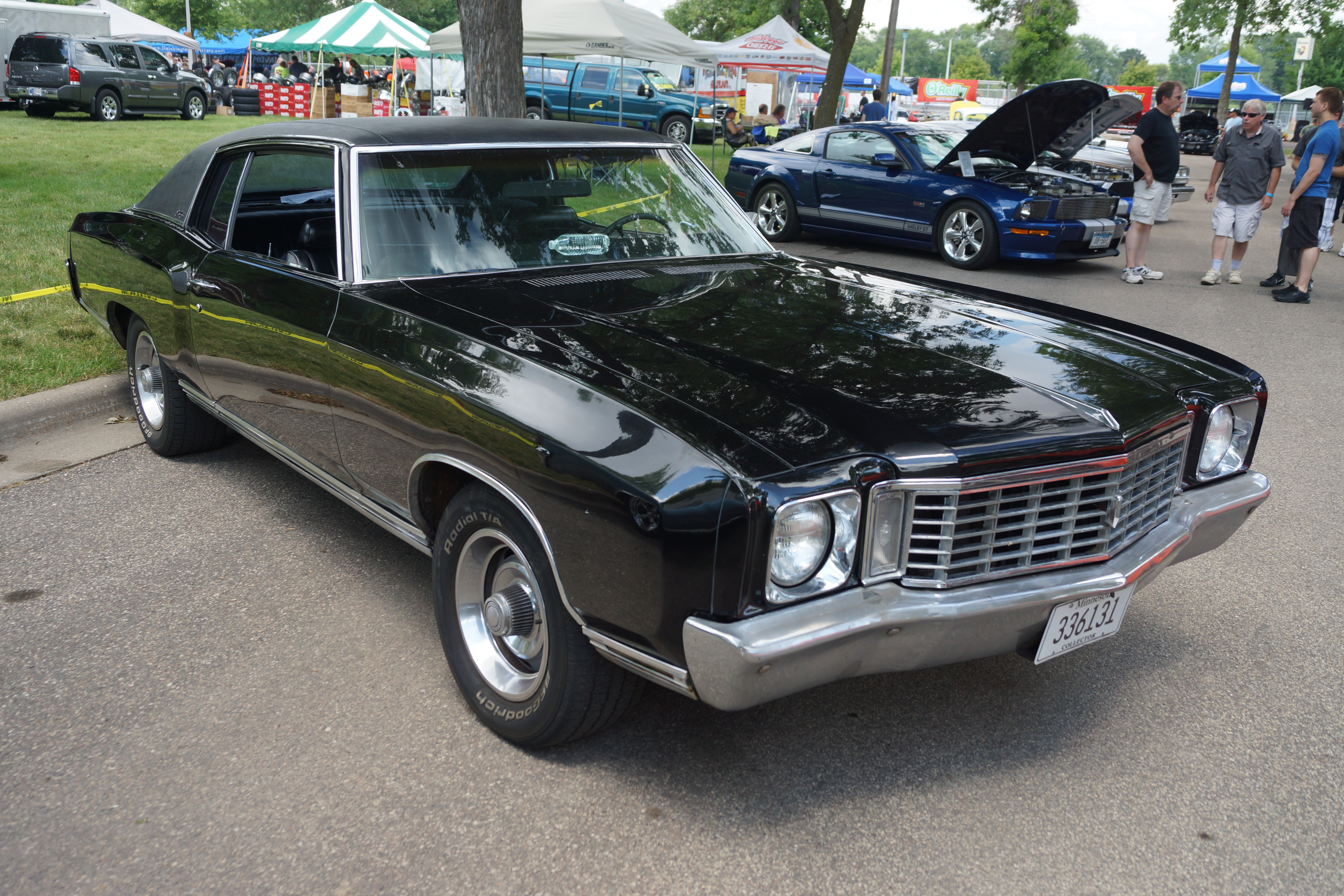
شورلت مونت کارلو ۱۹۷۲

جلوپنجره مونت کارلو در این سال با جلوپنجره شورلت کاپریس مدل ۱۹۷۱ مشترک بود و با کادیلاک نیز شباهت زیادی داشت. چراغ‌های راهنمای جلو که مستطیلی شکل بودند و پیش‌تر به صورت افقی و بر روی سپر جلو قرار داشتند در این سال به شکل عمودی و به جلوپنجره منتقل شدند و در لبه‌های چپ و راست جلوپنجره و در کنار چراغ اصلی خودرو قرار گرفتند. طول نوار نیزه مانند روی کاپوت افزایش یافت ولی لوگوی ایستاده و نوشتاری شورلت که روی لبه نوار قرار داشت حذف شد و فقط نشان مخصوص مونت کارلو که با نام تاج شوالیه شناخته می‌شود در وسط جلوپنجره باقی ماند. در نمای عقب خودرو نیز یک نوار فلزی و کروم رنگ به بالای سپر و بین دو چراغ اصلی افزوده شد. این سال آخرین سالی بود که نسل اول مونت کارلو تولید شد و از سال بعد آن یعنی ۱۹۷۳ تولید نسل دوم این خودرو آغاز شد. در این سال عرضه پکیج SS متوقف شد ولی یک نسخه جدید به نام کاستم (Custom) تا مدت زمان یک سال و تا پایان نسل اول عرضه شد و در دسترس مشتریان قرار گرفت. در این نسخه یک سیستم تعلیق ویژه وجود داشت و به جز آن تمام امکاناتی را که پیش‌تر در نسخه SS وجود داشتند هم شامل می‌شد. بر خلاف نسخه SS که فقط با پیشرانه ۴۵۴ اینچ مکعبی عرضه می‌شد در نسخه کاستم همه موتورهای مونت کارلو توسط مشتری قابل سفارش بود. در مونت کارلوهایی که از نسخه کاستم بودند نشان مخصوص کاستم هم در گوشه کنار خودرو نصب می‌شد که با نشان ایمپالای کاستم نیز شباهت داشت.
بیشتر تغییرات مونت کارلو در این سال تغییرات ظاهری بود و از نظر فنی و به خصوص در موتورها تغییری شکل نگرفته بود، ولی از سال ۱۹۷۲ به بعد شورلت قرار بود قدرت موتورها را با استاندارد SAE بیان کند و این باعث شد که قدرت موتورها بسیار کمتر از قدرت واقعیشان اعلام شود برای مثال موتور ۳۵۰ با کاربراتور دو دهنه و ۲۴۵ اسب بخار قدرت در بروشور ۱۶۵ اسب بخار ذکر شد. این کار علاوه بر این سال در سال‌های آینده نیز توسط جنرال موتورز انجام شد و دلیلش فرار از پرداخت مالیات و حق بیمه بالا بود. در این سال لیست آپشن‌های مونت کارلو وسیع‌تر شده و فرمان هیدرولیک با ضریب متغیّر، آپشن استاندارد همه مدل‌ها شد.
در سال ۱۹۷۲ تعداد ۱۸۰٬۸۱۹ دستگاه مونت کارلو خط تولید را ترک گفتند.

## نسل دوم

### ۱۹۷۳
در این سال عرضه نسل دوم مونت کارلو آغاز شد و یک طراحی مجدد و گسترده در آن صورت گرفت و تجربه رانندگی و هندلینگ آن نسبت به نسل قبل خود پیشرفتی اساسی کرد.
مونت کارلو دیگر در نسل دوم مانند نسل اول‌اش سقف سخت (هاردتاپ) نبود، و شامل ستون B و همچنین در بخش عقب خودرو نیز شیشه و پنجره کوچکی روی ستون C قرار داده شد که اصطلاحاً به آن اُپِرا می‌گفتند. بدنه جدید دارای قوس‌های بیشتری بوده و سپرها نیز با نمونه‌های بزرگ‌تر با قابلیت جذب ضربه تبدیل شدند. دو قوس برجسته روی گلگیرهای هر طرف دیده می‌شوند که اتومبیل را شکیل‌تر کرده و نمای مونت کارلو را از حالت اسپرت به حالت کلاسیک و عضلانی تبدیل می‌کنند. این خودرو در جلو با چراغ‌های گرد، جلوپنجره مشبک و کاپوت کشیده و سپر کرومی بزرگ و در قسمت عقب نیز چراغ‌های عمودی و صندوق بزرگ و صاف با گوشه‌های تیز و در نهایت با یک شیب کم به سپر عقب ختم می‌شود. نسل دوم مونت کارلو برخلاف نسل پیشین خود دیگر هیچ شباهتی به شورلت شول نداشت و قرار بود قسمت خاصی از بازار را تسخیر کند. چراغ‌های جلو و عقب و جلو پنجره نیز عوض شدند. یک محفظه دو پوسته نیز به بخش سقف خودرو اضافه شد تا علاوه بر کاهش سر و صدای ورودی به کابین از سرنشینان هم محافظت کند و دستگیره در بیرونی کشویی نیز به آن
اضافه شد که با شورلت کامارو مشترک بود.

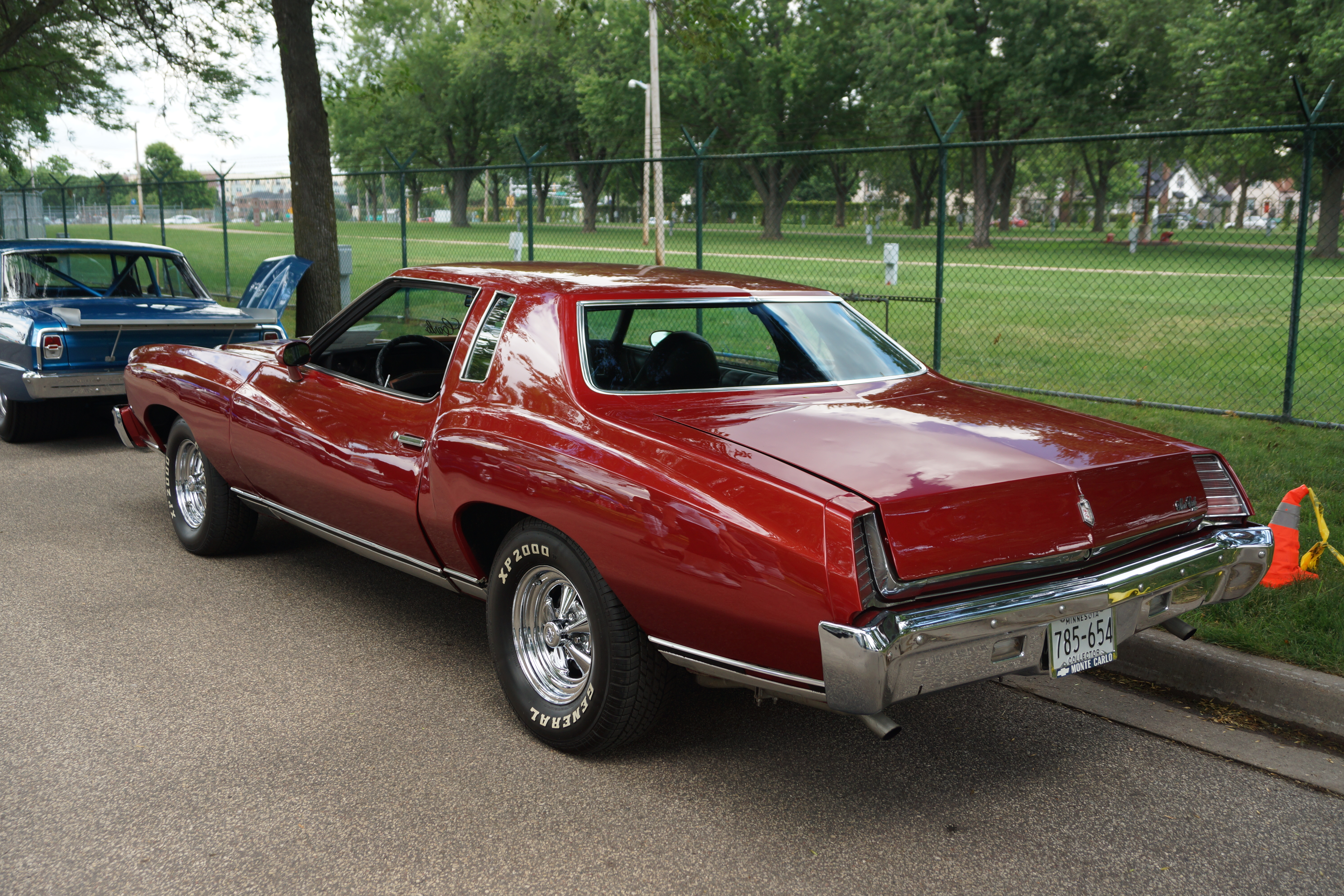
شورلت مونت کارلو ۱۹۷۳

از نوآوری‌های مونت کارلو در این سال می‌توان به لاستیک‌های رادیال چندلایه، کمک فنر پلیسل، محور فرمان بلند و میله موج گیر اشاره کرد.
در داخل کابین مونت کارلو دو نوع تودوزی پارچه‌ای و چرمی در دسترس بود و دو نوع صندلی برای این خودرو قابل سفارش بود، یکی صندلی یک تکه استاندارد که به صندلی نیمکتی معروف بود و دیگری نیز صندلی گردان که نمونه تک نفره با قابلیت چرخش بود. صندلی گردان یکی از جالب‌ترین امکانات در داخل کابین این خودرو است که به سرنشینان اجازه گردش ۹۰ درجه‌ای صندلی به سمت بیرون را می‌دهد که برای سوار یا پیاده شدن آسان به ویژه برای بانوانی که از دامن استفاده می‌کردند و همچنین افراد درشت هیکل، طراحی شده بود. این آپشن از سال ۱۹۷۳ تا ۱۹۷۷ و به عبارتی در طی تولید نسل دوم این خودرو قابل سفارش بود. صندلی گردان همراه با کنسول وسط عرضه می‌شد و دنده نیز در این مدل فرمانی نبود و در میان کنسول وسط قرار داشت. سردنده در این مدل با سردنده رالی اسپورت پونتیاک یکسان بود و با سردنده مورد استفاده در نسل قبل که شیفتر خلبانی بود، در ظاهر تفاوت داشت.
در این سال نمونه‌ای از مونت کارلو به عنوان مونت کارلو لندو (Landau) ارائه شد که دارای تعلیق بهتر در عقب، لاستیک‌های رادیال، رینگ‌های مخصوص، سقف چرمی، گیربکس اتوماتیک و آینه‌های اسپرت بود. آرم تاج شوالیه روی کاپوت و صندوق عقب و دو طرف سقف عقب و روی داشبورد و آرم نوشتاری لندو روی تودوزی درهای آن دیده می‌شد.
موتور استاندارد هنوز هم ۳۵۰ اینچ مکعبی با کاربراتور دو دهانه بود ولی موتور ۳۵۰ با کاربراتور چهار دهانه و ۴۵۴ نیز قابل سفارش بودند.
در این سال مونت کارلو توسط مجله موتور ترند به عنوان "خودروی سال ۱۹۷۳" برگزیده شد و از سوی مردم نیز با استقبال گسترده‌ای مواجه شد، به گونه‌ای که مونت کارلو رکورد جدیدی برای شورلت ثبت کرد و حدود ۲۵۰٬۰۰۰ دستگاه از آن در این سال توسط مردم خریداری شد.
موفقیت مونت کارلو باعث شد تا رقبای شورلت نیز دست به کار شوند و خودروهایی برای رقابت با مونت کارلو روانه بازار کنند. اتومبیل‌هایی مانند مرکوری کوگر، فورد الیت، دوج چارجر و ای‌ام‌سی ماتادور متولد یا طراحی مجدد شده و با طرح‌های کوپه مانند تولید شدند.

### ۱۹۷۴

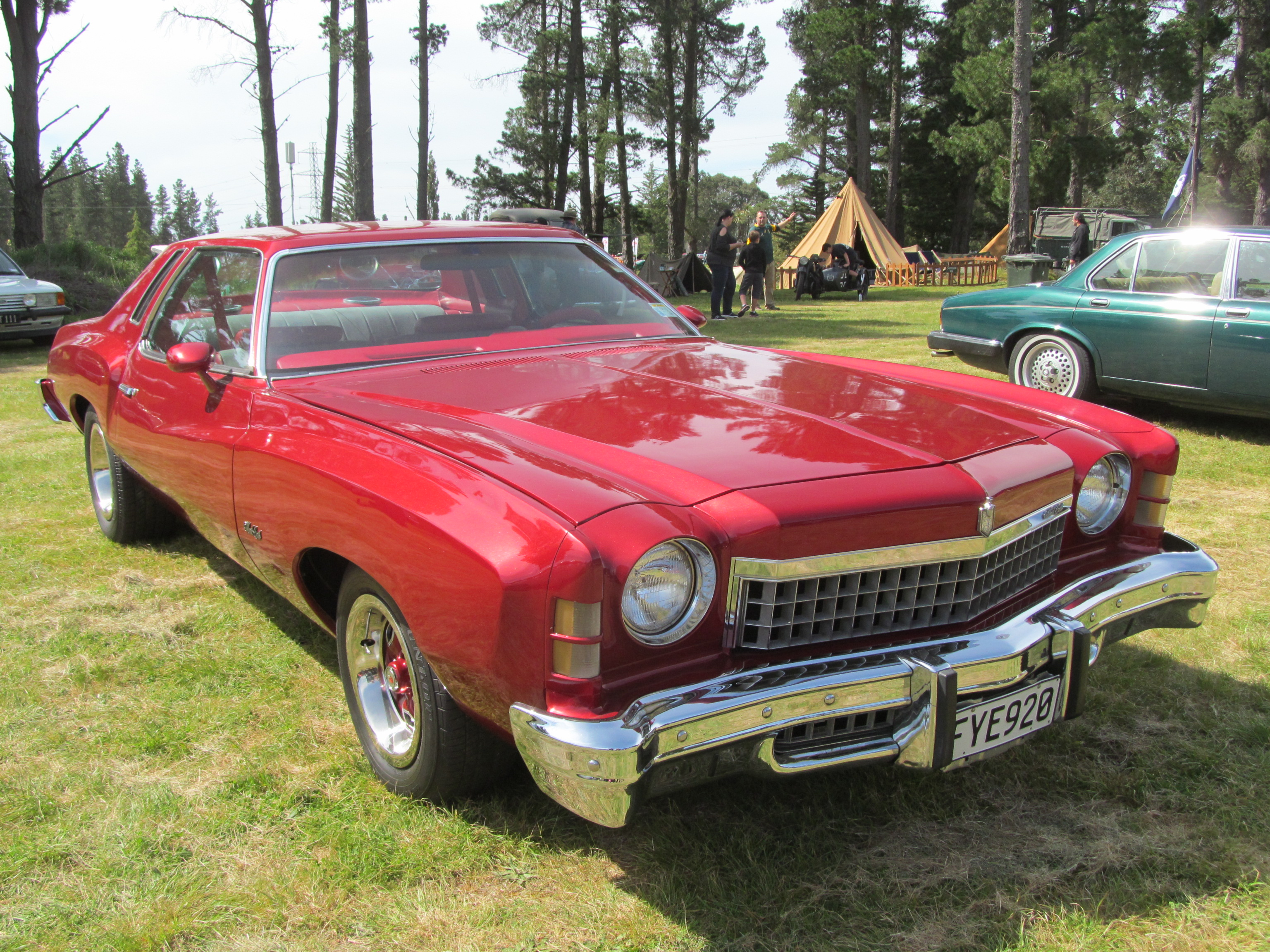
شورلت مونت کارلو ۱۹۷۴

برای سال ۱۹۷۴، چراغ‌های عقب و جلو پنجره کمی تغییر کرده و نوارهای کوچک کروم رنگ که به صورت افقی در میان چراغ‌های عقب قرار داشتند حذف شدند. مکان نصب پلاک از روی سپر عقب به روی صندوق انتقال یافت و چراغ‌های دنده عقب هم از سپر به کنار محل نصب پلاک روی صندوق منتقل شدند. همچنین نوار کروم رنگ که از بالای سپر تا کنار چراغ‌ها امتداد داشتند برداشته شد و نمای پشت یکدست شد. سیستم تعلیق بهبود یافت و خودرو به ترمزهای دیسکی جلو مجهز شد. در این سال عرضه مدل پایه یا بیس متوقف شد و مونت کارلو با دو مدل "S" و "لَندَو" (Landau) در دسترس بود. تمام مونت کارلوهای این سال هشت سیلندر و دارای موتورهای ۳۵۰، ۴۰۰ و ۴۵۴ با گیربکس توربو هایدرمتیک بودند.
با وجود بحران نفتی که در اواخر سال ۱۹۷۳ و اوایل سال ۱۹۷۴ رخ داده بود و به موازات آن قیمت سوخت به طرز شدیدی افزایش یافت و باعث شد که فروش اکثر خودروهای فول سایز کاهش یابد و مردم بیشتر به دنبال خودروهای سایز کوچک و کم مصرف باشند، ولی در مونت کارلو عکس این قضیه روی داد و
فروش بیش از ۳۰۰ هزار دستگاه مونت کارلو در این سال باعث شد تا مونت کارلو رکورد فروش خود را بشکند و این اتومبیل به موفق‌ترین کوپه لوکس شخصی در آمریکا تبدیل شود. پس از مونت کارلو نیز جایگاه دوم این بازار متعلق به دیگر نماینده جنرال موتورز یعنی پونتیاک گرند پریکس بود. دیگر شرکت‌ها هم سعی می‌کردند تا با معرفی یا تجهیز خودروهای خود به رقابت با مونت کارلو بپردازند به‌طور مثال مرکوری در همین سال نسل جدیدی از کوگر را معرفی کرد، نسل جدید ای‌ام‌سی ماتادور به بازار آمد، کرایسلر از خودروی جدید خود کوردوبا رونمایی کرد و نسل جدید دوج چارجر معرفی و برای عرضه در سال ۱۹۷۵ آماده شد.

### ۱۹۷۵

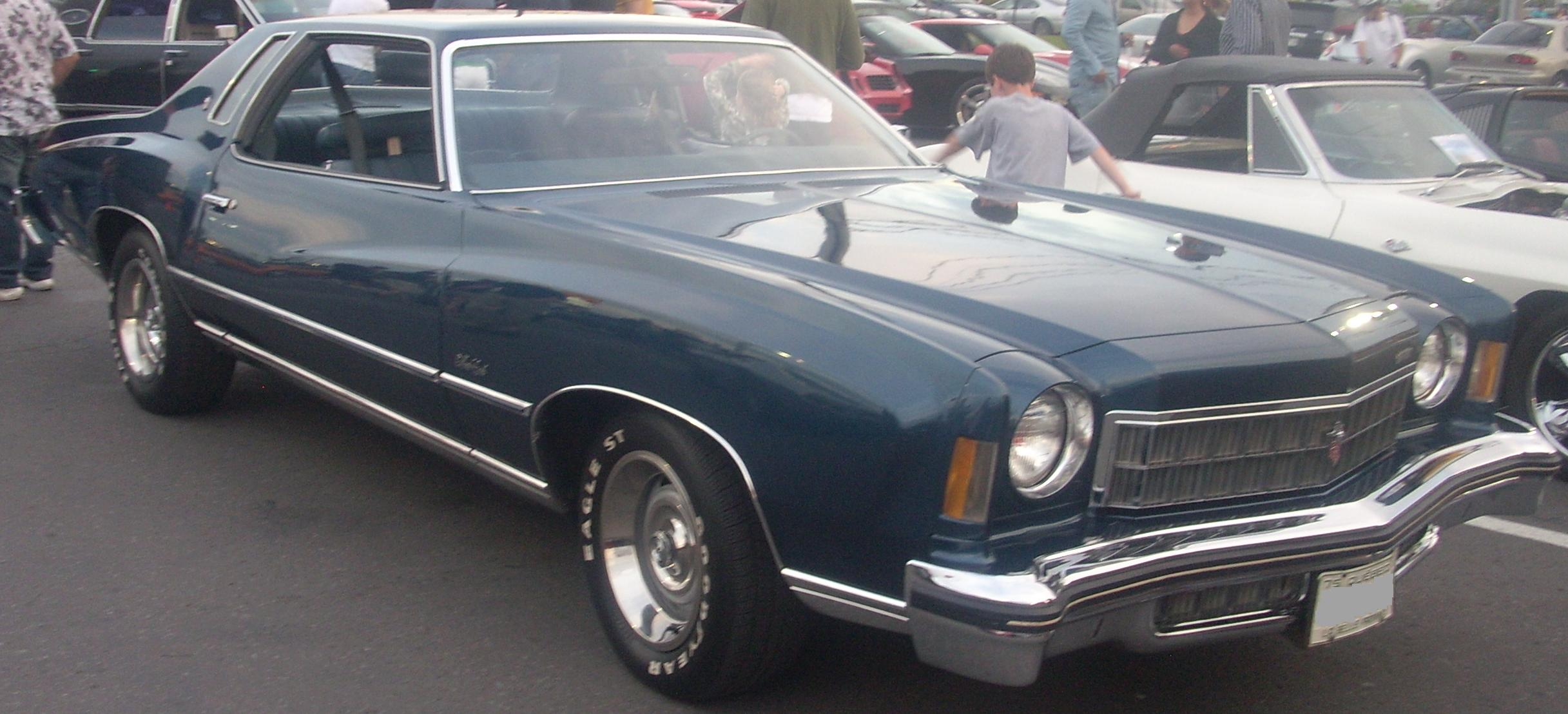
شورلت مونت کارلو ۱۹۷۵

برای سال ۱۹۷۵ چراغ‌های عقب تغییر شکل یافته و در میان چراغ‌های عقب خط‌های حائلی با رنگ بدنه خودرو طراحی شدند. یک جلوپنجره با طراحی جدید روی خودرو قرار گرفت که نشان تاج شوالیه در مرکز آن قرار داشت. روی همه مدل‌های مونت کارلو مبدل کاتالیزوری قرار گرفت تا میزان آلایندگی کاهش یابد. مصرف سوخت کاهش و تجربه رانندگی بهبود یافت و سیستم برق به‌روزتر شد. تودوزی با دو نوع چرمی و پارچه‌ای در دسترس بود و صندلی هم به دو صورت نیمکتی و صندلی‌های گردان قابل سفارش بود. درجه جدیدی در کنار آمپر سرعت اضافه شد که مصرف سوخت لحظه‌ای خودرو را نشان می‌داد و در صورت بالا رفتن بیش از اندازه مصرف سوخت، راننده را مطلع می‌کرد. تنوع آپشن‌ها برای جذب خریداران بیشتر، متنوع‌تر شد و می‌شد اتومبیل را با تودوزی، کفپوش و داشبورد به رنگ‌های قرمز، سبز، آبی، مشکی، خاکستری، سفید، قهوه‌ای و کرم سفارش داد.
در این سال حدود ۲۵۰ هزار دستگاه مونت کارلو به فروش رفت.

### ۱۹۷۶

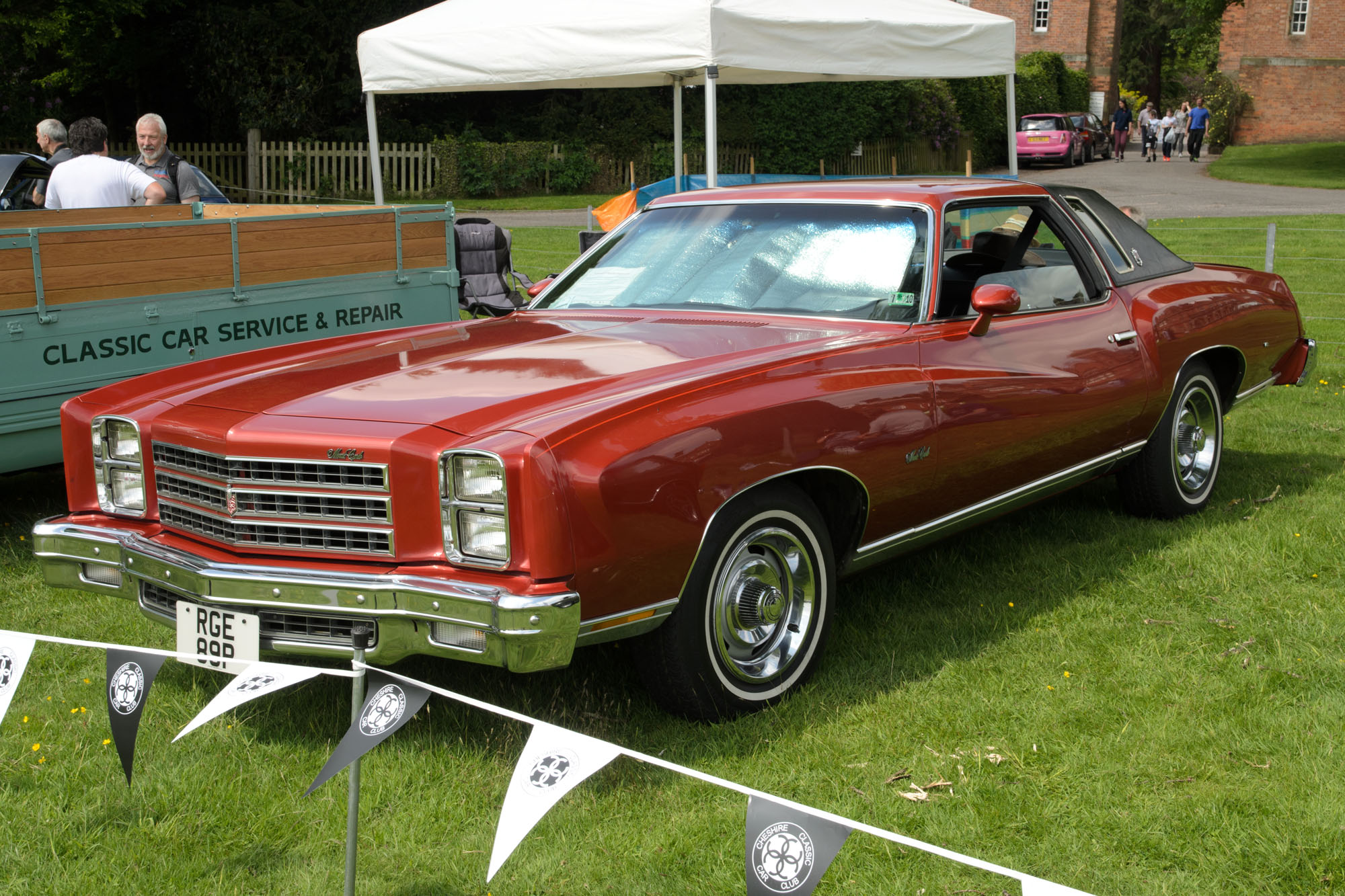
شورلت مونت کارلو ۱۹۷۶

در سال ۱۹۷۶ فیس لیفت نسل دوم مونت کارلو ارائه شد که دستخوش تغییرات ظاهری بزرگ‌تری شد و در سال‌های ۱۹۷۶ و ۱۹۷۷ به مدت دو سال تولید شد.
این عضلانی ۱۷۷۲ کیلوگرمی از منظر ابعاد برابر با ۵٬۴۱۰ میلی‌متر در طول و ۱۹۷۱ میلی‌متر در عرض توسعه یافته‌است. فاصله بین محورها ۲٬۹۴۶ میلی‌متر و ظرفیت باک نیز برابر با ۸۳ لیتر است.
جلو پنجره سه تکه جدید، چراغ‌های دوبل مستطیلی جلو و چراغ‌های عقب ساده و بزرگ که در آن مانند خودروهای کادیلاک، لوگو در وسط چراغ نصب شده بود، از نشانه‌های این مدل هستند. پنل چوبی روی داشبورد و فرمان که پیش‌تر از چوب درخت نارون قرمز بودند این بار با چوب درخت بلسان بنفش جایگزین شدند. موتور استاندارد در این سال نمونه ۳۰۵ اینچ مکعبی استاندارد بود و موتورهای ۳۵۰ و ۴۰۰ به صورت آپشن ارائه می‌شدند. موتور ۴۵۴ دیگر قابل سفارش نبود و گیربکس توربو هایدرمتیک استاندارد بود. تعداد آپشن‌ها باز هم افزایش یافت و می‌شد اتومبیل را مانند پونتیاک گرند پریکس، به صورت دو رنگ سفارش داد.
از امکانات مونت کارلو ۱۹۷۶ می‌توان به فرمان خودکار، کروز کنترل، پخش استریو، سیستم تهویه چهار فصل، ساعت دیجیتال، سیستم قفل مرکزی، ترمز پارک پایی، سانروف برقی، شیشه‌های برقی، آینه ریموت‌دار، در صندوق برقی، سیستم کروز کنترل، صندلی گردان و … اشاره کرد.
در این سال باز هم رکورد فروش مونت کارلو شکسته شد و ۳۵۳٬۲۷۲ دستگاه مونت کارلو توسط مردم خریداری شد.

### ۱۹۷۷

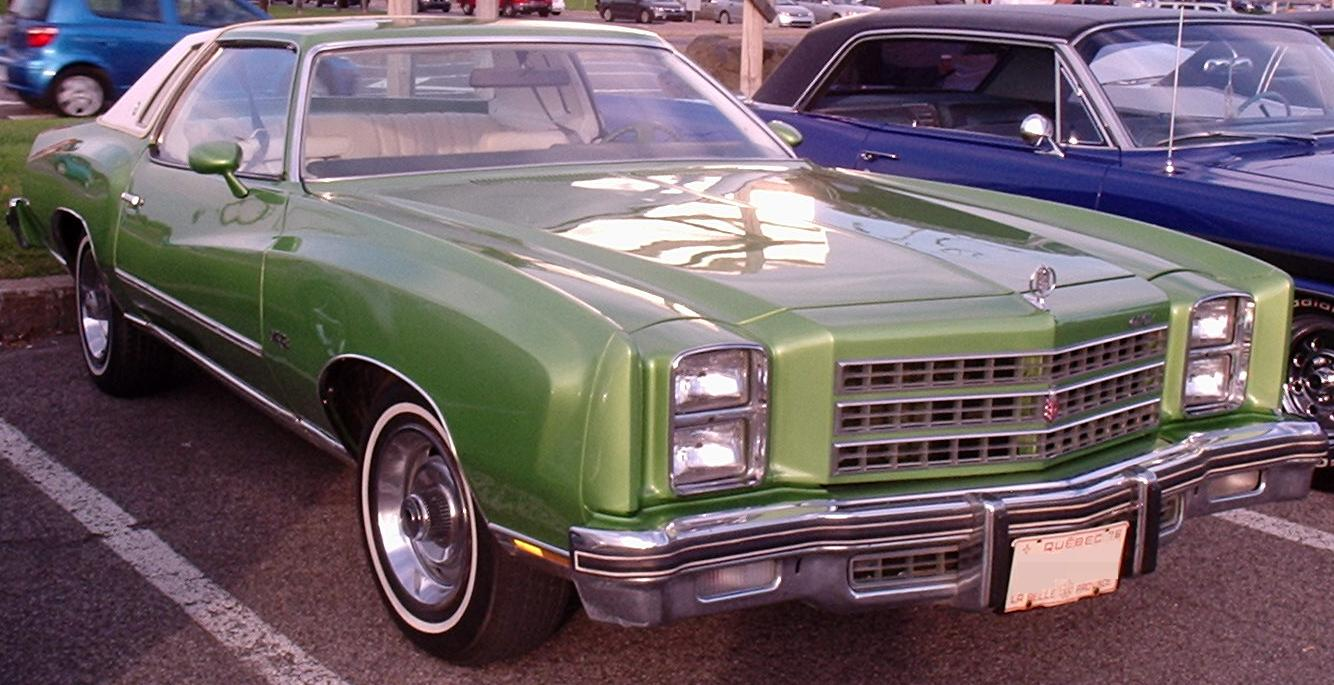
شورلت مونت کارلو ۱۹۷۷

سال ۱۹۷۷ آخرین سال تولید مونت کارلوی نسل دوم بود.
در این سال ابعاد بیشتر خودروهای شورلت کاهش یافتند ولی مونت کارلو همچنان با همان اندازه بزرگ قبلی تولید می‌شد و این باعث شد که مونت کارلو در آن سال از سدان‌های فول سایزی مثل ایمپالا و کاپریس هم بزرگ‌تر باشد.
بیشتر مشخصات مونت کارلو در این سال مشابه سال قبل بودند و تغییرات شامل طلق چراغ‌های عقب و آرم جلو روی کاپوت می‌شد. نشان تاج شوالیه این بار روی کاپوت و به صورت ایستاده قرار گرفت.
در این سال علاوه بر امکانات قبلی، صندلی گردان و سیستم پخش هشت کاناله قابل انتخاب بودند و تودوزی نیز با سه نوع پارچه‌ای، مخملی و چرمی در دسترس بود.
در این سال مونت کارلو فقط با موتورهای ۳۰۵ و ۳۵۰ تولید شد و همگی دارای گیربکس توربو هایدرمتیک بودند.
در این سال مونت کارلو از لحاظ میزان فروش رکورد سال قبل خود را هم شکست و ۴۱۱٬۰۳۸ دستگاه مونت کارلو در این سال به فروش رفت که ۲۲۴٬۳۲۷ عدد از آن متعلق به مدل "S" یا اسپرت بود و ۱۸۶٬۷۱۱ عدد نیز تحت مدل لندو به فروش رفت.

## نسل سوم

### ۱۹۷۸
این نسل از مونت کارلو بر روی پلتفرم GW-body به تولید رسید، در ماه اکتبر سال ۱۹۷۷ میلادی معرفی شد و در سال ۱۹۷۸ به عنوان شروع کننده نسل سوم، تولید آن آغاز شد. نسل سوم مونت کارلو ویژگی‌های طراحی نسل پیشین را با خود به همراه داشت و خطوط و قوس‌های روی بدنه و گلگیر نشان از همین موضوع دارد.
با نزدیک شدن به دهه هشتاد میلادی دوران اتومبیل‌های عضلانی و لوکس رفته رفته به پایان رسیده و موتورهای عظیم و بدنه‌های کشیده، جای خود را به نسل جدید و کوچک‌تر اتومبیل‌های آمریکایی دادند.
کاهش ابعاد در بیشتر خودروهای سایز متوسط و بزرگ جنرال موتورز صورت گرفت و مونت کارلو نیز از این قاعده مستثنی نبود. این تغییر سیاست در خودروها به دلیل بحران نفتی و تعیین مقررات و استانداردهای جدید جهت صرفه جویی مصرف سوخت بود. نسل سوم تقریباً ۳۴۵ کیلوگرم از نسل قبل سبک‌تر، و طول خودرو حدود ۳۸۰ میلی‌متر کوتاه‌تر شده بود ولی فضای داخلی و صندوق آن افزایش یافت.
به دلیل الویت قرار گرفتن کاهش مصرف سوخت، قرار مهندسان کمپانی بر این بود تا پیشرانه‌ها را اقتصادی‌تر به تولید برسانند برای همین موتورهای پیشنهادی در مدل‌های پیشین، در این نسل دیگر عرضه نمی‌شدند و یک موتور شش سیلندر ۲۳۱ اینچ مکعبی (۳٫۸ لیتری) با ۱۰۵ اسب بخار قدرت، موتور استاندارد بود که متعلق به شرکت بیوک است و قطر سیلندر در کورس پیستون آن ۹۶٫۵ در ۸۶٫۳ میلی‌متر و تراکم آن ۸ به ۱ است. این پیشرانه تنفس طبیعی مجهز به کاربراتور دو دهنه و بیشینه قدرت آن ۱۰۵ اسب بخار در ۳۴۰۰ دور و گشتاور آن نیز ۲۵۱ نیوتن متر در ۲۰۰۰ دور است. این موتور به صورت استاندارد در دسترس بود و موتور هشت سیلندر ۳۰۵ اینچ مکعبی (۵٫۰ لیتری) شورلت با ۱۴۵ اسب بخار هم قابل سفارش بود. برای خودروهای مجهز به موتور شش سیلندر، گیربکس‌های سه سرعته دستی به همراه گیربکس اتوماتیک و برای مدل‌های هشت سیلندر و لندو (Landau) یک گیربکس اتوماتیک به صورت استاندارد در دسترس بود و گیربکس چهار سرعته دستی هم قابل سفارش بود.
نمای داخل کابین و داشبورد و طراحی تودوزی به‌طور کامل تغییر و به روز رسانی شد و همچنان کیفیت و مجلل بودن خود را حفظ کرد. از امکانات مونت کارلو در این سال می‌توان به سانروف برقی، قفل مرکزی، شیشه‌های برقی، لاستیک‌های رالی، و بازکن برقی صندوق اشاره کرد. سیستم تعلیق تقویت شده و میلهٔ موج گیر جلو و عقب نیز به آن اضافه شدند. مونت کارلوی لندو هم با گیربکس اتوماتیک، قالپاق‌های لوکس‌تر، آینه‌های اسپرت، تودوزی متفاوت و روکش چرم روی سقف عرضه شد.
در این سال ۳۵۸٬۱۹۱ دستگاه مونت کارلو به فروش رفت.

### ۱۹۷۹

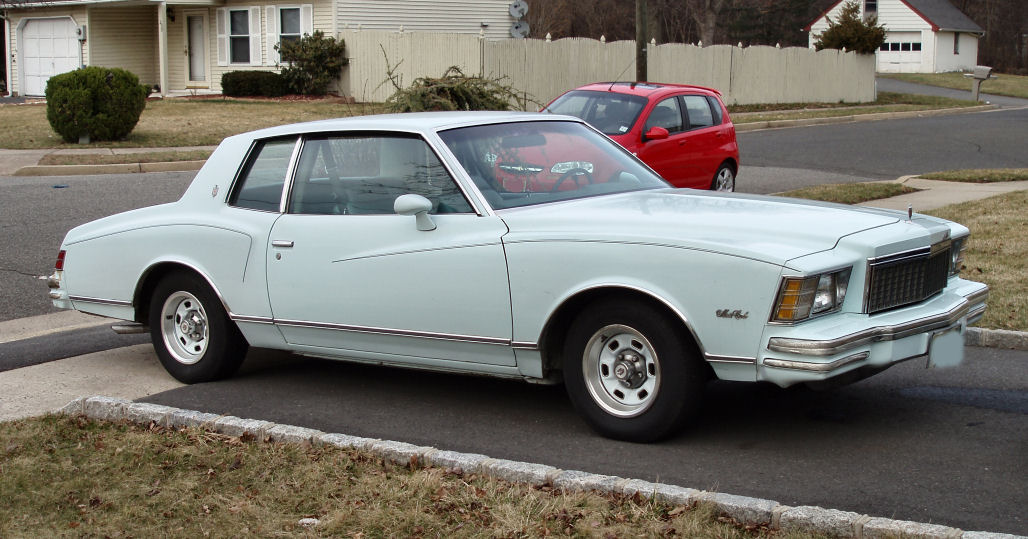
شورلت مونت کارلو ۱۹۷۹

با توجه به تغییر طراحی گسترده‌ای که در سال ۱۹۷۸ روی مونت کارلو انجام شده بود، مونت کارلوی ۱۹۷۹ دیگر تغییر چشمگیری نکرد و بیشتر تغییرات جزئی بودند. یک جلوپنجره با طراحی جدید نصب شد و جزئیات چراغ‌های عقب هم تغییر یافتند. یک پیشرانه شش سیلندر ۲۰۰ اینچ مکعبی (۳٫۳ لیتری) یه عنوان موتور استاندارد مدل پایه مونت کارلو قرار گرفت و موتور شش سیلندر ۲۳۱ اینچ مکعبی (۳٫۸ لیتری) بیوک هم موتور استاندارد مدل لندوی مونت کارلو بود. یک موتور جدید هشت سیلندر ۲۶۷ اینچ مکعبی (۴٫۴ لیتری) هم به لیست موتورها اضافه شد و موتور هشت سیلندر ۳۰۵ اینچ مکعبی (۵٫۰ لیتری) با کاربراتور چهار دهانه هم قابل سفارش بود. گیربکس‌ها مشابه مدل ۱۹۷۸ بودند و شامل گیربکس سه سرعته دستی، گیربکس چهار سرعته دستی و گیربکس اتوماتیک توربوهایدرمتیک می‌شدند. این آخرین سالی بود که گیربکس دستی جزو گیربکس‌های پیشنهادی شورلت برای مونت کارلو قرار داشت و از آن به بعد به دلیل استقبال کم کنار گذاشته شد.

### ۱۹۸۰
برای سال ۱۹۸۰، فیس لیفت نسل سوم مونت کارلو معرفی شد و رخ جلوی مونت کارلو تا حدودی تغییر کرد و چراغ‌های تکی مستطیلی جای خود را به چراغ‌های دوتایی مربعی دادند و چراغ‌های راهنما که قبلاً در پهلوی چراغ اصلی قرار داشتند این بار به زیر چراغ منتقل شدند. گیربکس سه سرعته اتوماتیک، گیربکس استاندارد همه مدل‌ها شد و یک موتور شش سیلندر ۲۲۹ اینچ مکعبی (۳٫۷ لیتری) با کاربراتور دو دهانه روچستر به عنوان موتور مدل پایه قرار گرفت و گزینه‌های دیگری مثل موتور شش سیلندر ۲۳۱ اینچ مکعبی توربوشارژ بیوک و موتورهای هشت سیلندر ۲۶۷ و ۳۰۵ اینچ مکعبی شورلت هم قابل سفارش بودند. دو نوع تودوزی پارچه‌ای و چرمی، انواعی از سیستم‌های صوتی، شیشه‌های برقی، قفل مرکزی، صندلی‌های برقی، صندوق برقی عقب، سانروف برقی، و پنل‌های شیشه‌ای جدا شونده روی سقف که به تی تاپ (T-Top) مشهور بودند از امکانات پیش روی مشتری بودند. سال ۱۹۸۰ آخرین سال از نسل سوم بود و در سال بعد آن عرضه نسل چهارم مونت کارلو آغاز شد.

## نسل چهارم
در سال ۱۹۸۱ نسل چهارم مونت کارلو معرفی شد و در پی آن مونت کارلو به صورت مجدد طراحی گشت و ظاهر و بدنه‌اش به روز رسانی شد. هندلینگ در مونت کارلو به شدت بهبود یافت و جزو بهترین‌ها در کلاس خود بود. سپرها همرنگ بدنه شدند و چراغ‌های عمودی عقب که در نسل‌های اول و دوم مونت کارلو دیده می‌شد دوباره به این خودرو بازگردانده شد. موتورهای قبلی نیز همگی در نسل چهارم در دسترس بودند که شامل یک موتور شش سیلندر ۲۲۹ اینچ مکعبی به صورت استاندارد، موتور هشت سیلندر ۲۶۷ اینچ مکعبی و موتور هشت سیلندر ۳۰۵ اینچ مکعبی می‌شد. گیربکس اتوماتیک، فرمان برقی، ترمزهای دیسکی برقی از امکانات استاندارد بودند. در این سال علاوه بر مدل پایه (Base) و مدل لندو (Landau)، مدل جدیدی به لیست مدل‌های مونت کارلو اضافه شد که مدل توربو نام داشت. مونت کارلوی توربو به همراه موتور شش سیلندر ۲۳۱ اینچ مکعبی توربوشارژ بیوک عرضه می‌شد. مونت کارلوی توربو علاوه برداشتن موتور توربو از نظر ظاهری هم از بقیه مدل‌های مونت کارلو متمایز بود و روی کاپوت جلوی آن یک برجستگی وجود داشت که به آن ظاهر اسپرت‌تری می‌بخشید. در این سال تعداد ۳٬۰۲۷ مونت کارلوی توربو تولید داشت. مونت کارلوی توربو فقط در سال ۱۹۸۱ و به مدت یک سال تولید شد. نسل چهارم مونت کارلو از نظر ظاهر و آیرودینامیک از دیگر همرده‌های ساخت جنرال موتورز مثل بیوک ریگال، اولدزموبیل کاتلس و پونتیاک گرند پریکس برتر بود.

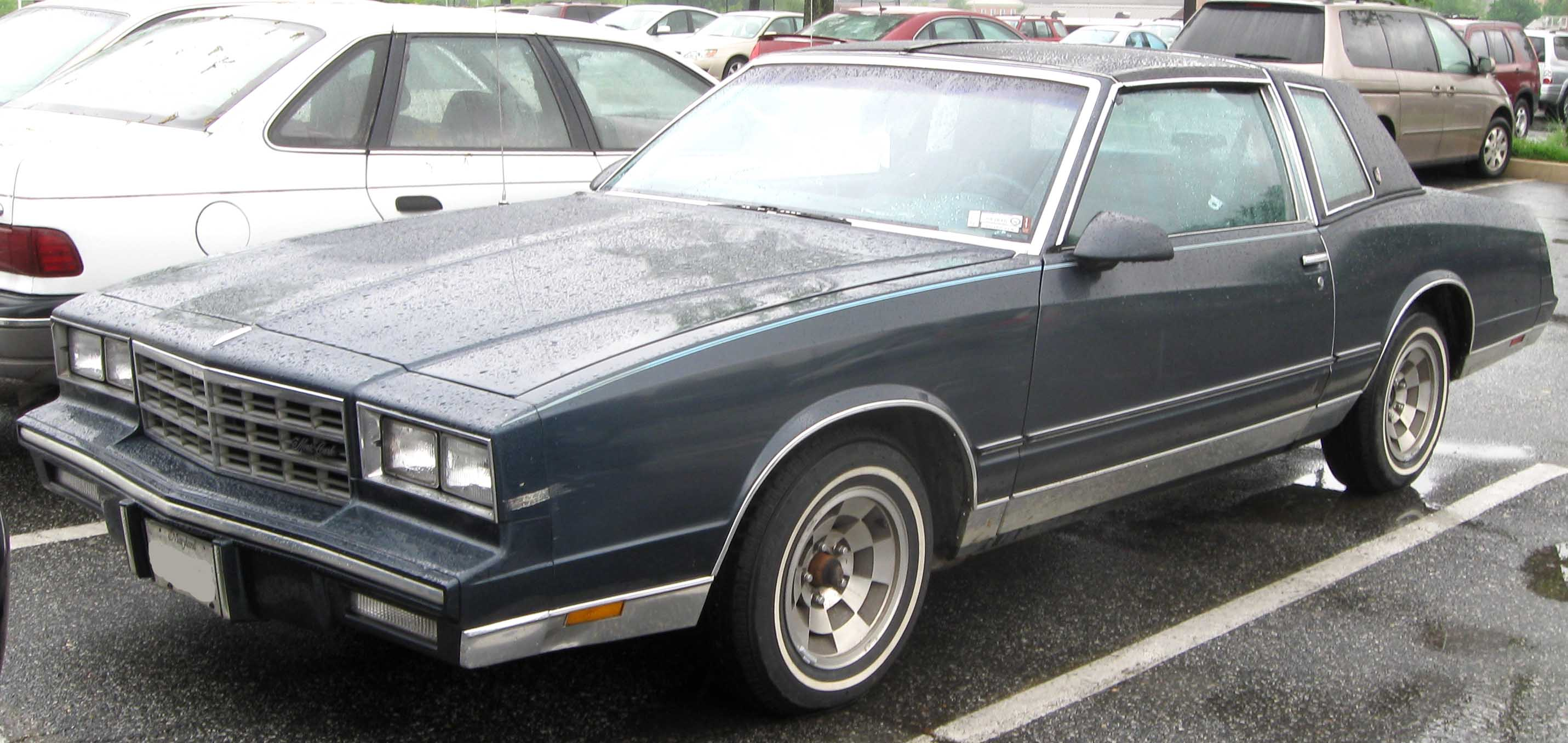
شورلت مونت کارلو (۱۹۸۱–۱۹۸۲)

برای سال ۱۹۸۲، تمامی موتورهای قبلی به جز موتور شش سیلندر ۲۳۱ اینچ مکعبی توربوشارژ که مختص مدل توربو بود موجود بودند. دو موتور جدید به لیست موتورها اضافه شدند که هر دو دیزلی بودند، یکی موتور شش سیلندر ۲۶۰ اینچ مکعبی و دیگری هشت سیلندر ۳۵۰ اینچ مکعبی که متعلق به شرکت اولدزمبیل بود. در سال ۱۹۸۲ پلتفرم جدید G-body از سوی شورلت معرفی شد و مونت کارلو از سال ۱۹۸۲ تا ۱۹۸۸ با این پلتفرم تولید شد.
سال ۱۹۸۳ شورلت در جلوپنجره و داخل کابین اصلاحاتی انجام داد و موتور شش سیلندر ۲۲۹ اینچ مکعبی (۳٫۸ لیتری) موتور استاندارد بود و موتور هشت سیلندر ۳۰۵ اینچ مکعبی (۵٫۰ لیتری) هم قابل سفارش بود. در بهار همین سال، شورلت بعد از ۱۲ سال دوباره مدل محبوب سوپر اسپرت (SS) را احیاء و رونمایی کرد. مدل SS هم از نظر طراحی ظاهری و هم از نظر فنی با مدل پایه مونت کارلو کاملاً متفاوت بود. چراغ‌های جلوی دوتایی مربعی، جلوپنجره مشکی، سپرهای اسپرت عقب و جلو تلفیق شده و همرنگ با بدنه، گلگیرهای متفاوت، رینگ‌های آلومینیومی اسپرت، چراغ‌های عقب متفاوت، باله عقب (Spoiler)، اگزوز دوال و لوگوی SS در گوشه و کنار این خودرو از ویژگی‌های ظاهری مونت کارلو SS هستند. سقف تی تاپ هم قابل سفارش بود. قلب تپنده مدل SS هم یک موتور هشت سیلندر ۵٫۰ لیتری بود که قدرت خوبی برای این خودرو فراهم می‌کرد. سیستم تعلیق اسپرت و یک میل بادامک بلند نیز به این خودرو اضافه شد.

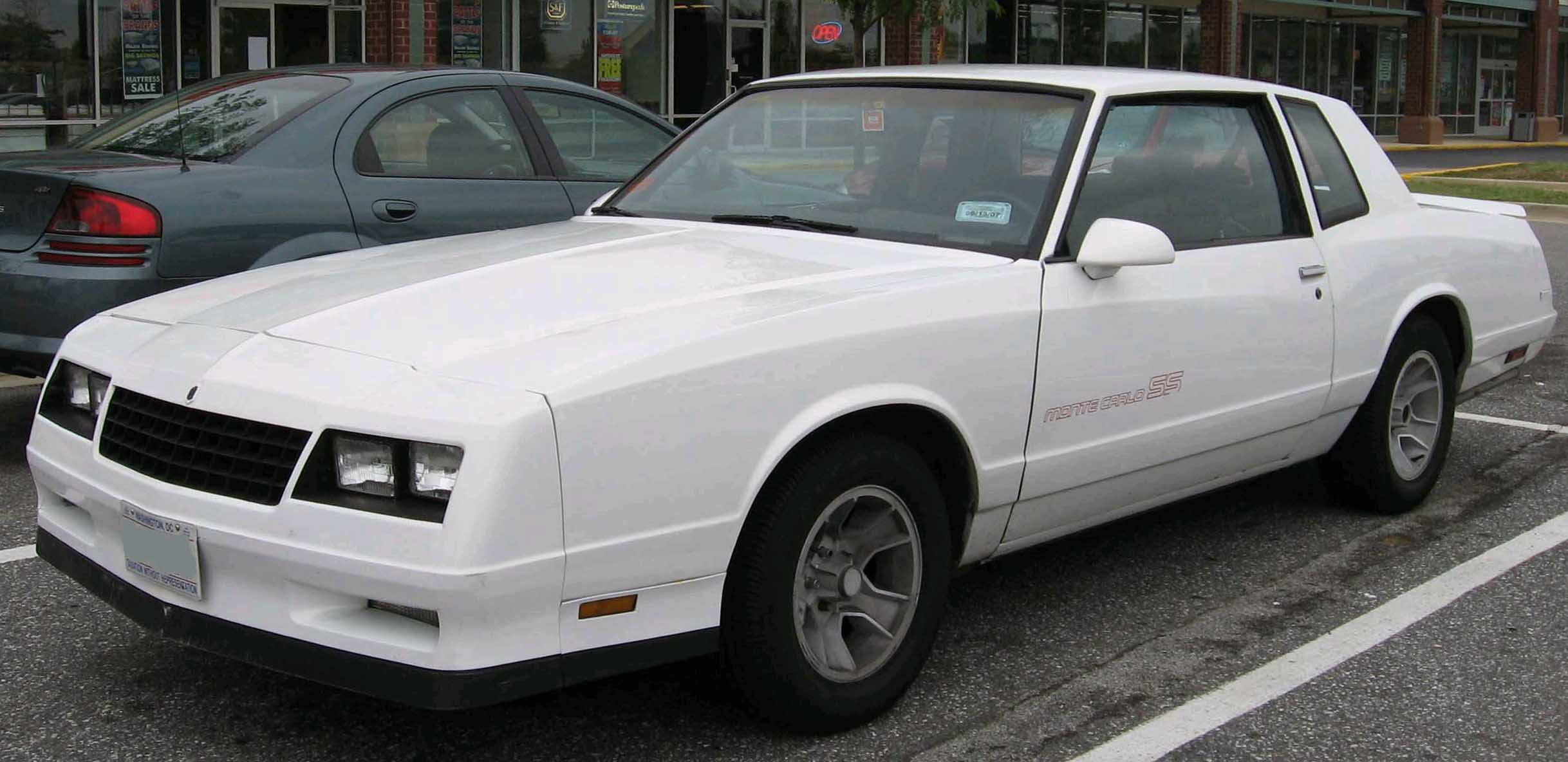
شورلت مونت کارلو اس‌اس (۱۹۸۳–۱۹۸۶)

در سال ۱۹۸۴ با توقف تولید شورلت ملیبو، مونت کارلو تنها خودروی دیفرانسیل عقب در سایز متوسط بود. صندلی‌های نیمکتی با محل استراحت دست عرضه می‌شدند و یک نوع صندلی جدید به همراه کنسول وسط قابل سفارش بود. مدل پایه با موتور شش سیلندر ۲۲۹ اینچ مکعبی عرضه می‌شد و موتور هشت سیلندر ۳۰۵ اینچ مکعبی هم قابل سفارش بود. یک موتور دیزلی هشت سیلندر ۳۵۰ اینچ مکعبی هم برای آخرین سال قابل سفارش بود و همه مدل‌ها با گیربکس اتوماتیک سه سرعته عرضه شدند. در این سال ۱۳۶٬۷۸۰ دستگاه مونت کارلو به فروش رفت که از این تعداد ۱۱۲٬۷۳۰ عدد متعلق به مدل پایه و ۲۴٬۰۵۰ عدد هم مربوط به مدل SS بود.
در سال ۱۹۸۵ آپشن سقف تی تاپ (T-Top) پس از یک سال غیبت دوباره در دسترس قرار گرفت و تنوع رنگ‌های مدل SS هم افزایش یافت. در این سال عرضه موتور دیزلی متوقف شد و قدرت باقی موتورهای مونت کارلو افزایش یافت. موتور شش سیلندر ۳٫۸ لیتری که قبلاً موتور استاندارد مونت کارلو بود کنار گذاشته شد و یک موتور شش سیلندر ۴٫۳ جایگزین آن شد. موتور هشت سیلندر ۵٫۰ لیتری هم تقویت و قدرتش افزایش یافت و قابل سفارش بود. گیربکس‌های سه سرعته و چهار سرعته اتوماتیک برای مدل پایه (base) در دسترس بودند ولی مدل مونت کارلو SS ففط با گیربکس چهار سرعته اتوماتیک عرضه می‌شد. در این سال تولید مدل SS افزایش یافت و ۳۵٬۴۸۴ دستگاه مونت کارلوی SS تولید شد. به‌طور کلی ۱۱۹٬۰۵۷ مونت کارلو در سال ۱۹۸۵ تولید و به فروش رفت.
در سال ۱۹۸۶ مونت کارلو با چهار مدل متفاوت عرضه شد. موتورها مشابه سال قبل بودند. مدل پایه (base) که در واقع با نام اسپرت کوپه (Sport Coupe) عرضه می‌شد که برای آخرین سال تولید شد. آینه‌های بقل جدیدی که بر روی کوروت و کامارو نیز دیده می‌شد در این سال به مونت کارلو اضافه شد. در این سال مدل جدیدی از مونت کارلو معرفی شد که به LS معروف بود و نامش مخفف عبارت Luxury Sport بود. این مدل سپرهای عقب و جلوی متفاوت، چراغ‌های جلو و عقب متفاوت، جلوپنجره جدید و متفاوت، رینگ‌های آلموینیومی جدید و نوارهای کروم رنگ کشیده شده از جلو تا عقب خودرو از ویژگی‌های مدل LS هستند. در نمای عقب شکاف و بریدگی بین سپر و صندوق از بین رفته بود که اصطلاحاً به آن ناچ (Notch) می‌گویند. چراغ‌های عقب نیز به گونه‌ای تغییر یافته بودند که از کنار ماشین قابل مشاهده بودند.

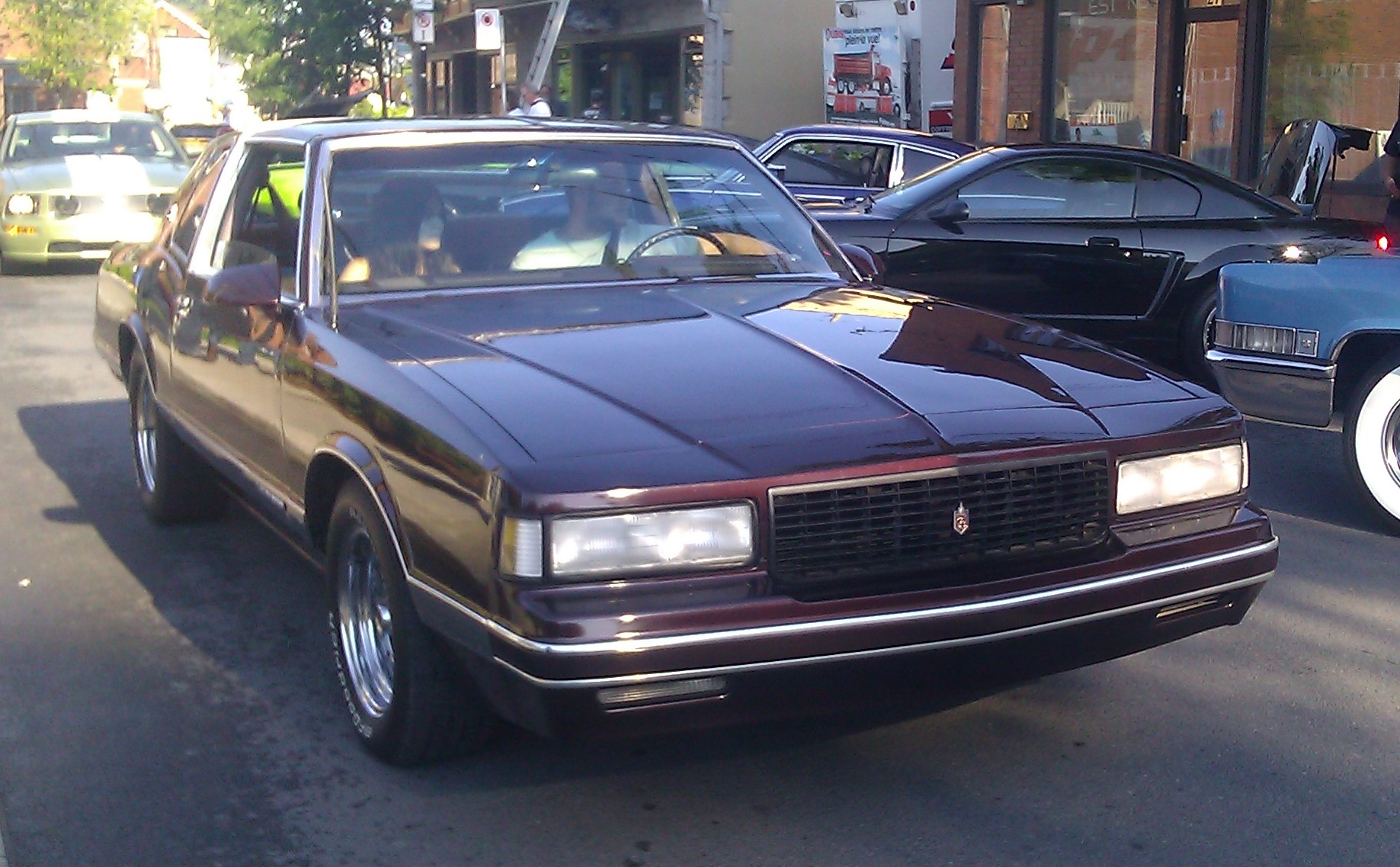
شورلت مونت کارلو LS

مدل جدیدی هم به نام مونت کارلو اروکوپ (Aerocoupe) معرفی شد که در واقعی نسخه‌ای از مدل SS بود. شورلت این مدل را برای شرکت در مسابقات نسکار طراحی کرده بود. در این مدل در شیشه عقب خودرو یک شیب و انحنای تند ایجاد شد و از طول صندوق نیز کاسته شد و یک باله عقب تخت و متفاوت در لبه صندوق نصب شد که سبب بهبود قابل توجه از نظر آیرودینامیک شد. این خودرو به تعداد بسیار محدود و فقط ۲۰۰ عدد از آن توسط شورلت ساخته شد و مورد توجه مجموعه‌داران خودرو است.

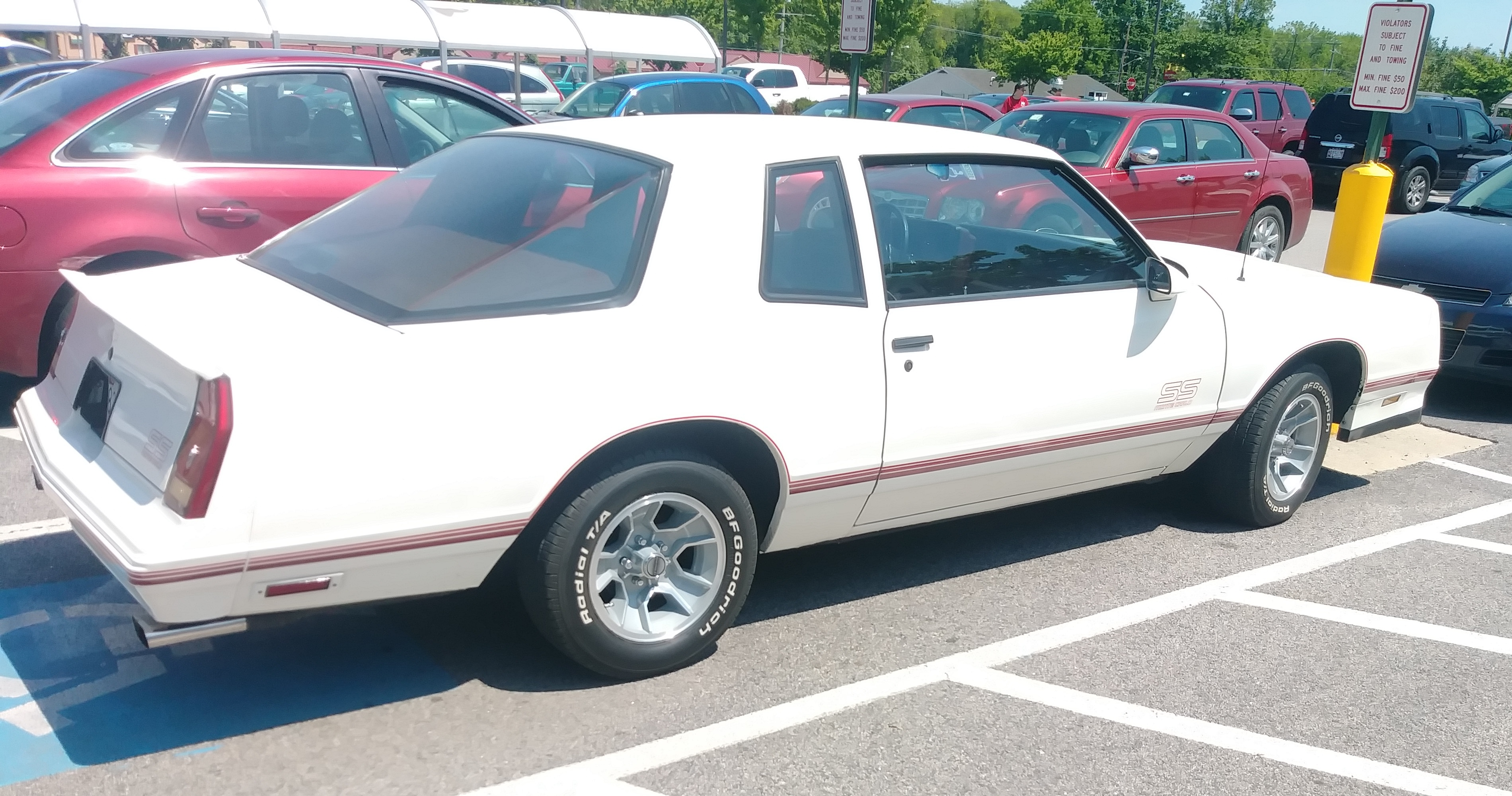
شورلت مونت کارلو ۱۹۸۶ اروکوپ

در سال ۱۹۸۷ مدل پایه اسپرت کوپه کنار رفت و دو مدل LS و SS به حیات خود ادامه دادند. مدل سوپر اسپرت (SS) نیز خود با دو نسخه اروکوپ (Aerocoupe) و ناچبک (Notchback) عرضه می‌شد. مدل LS به همراه پیشرانه استاندارد شش سیلندر ۴٫۳ لیتری عرضه شد که قدرت آن نسبت به قبل افزایش یافته بود. این پیشرانه به همراه گیربکس اتوماتیک سه سرعته عرضه می‌شد. موتور دیگر هشت سیلندر ۵٫۰ لیتری بود که با گیربکس چهار سرعته اتوماتیک عرضه می‌شد، البته این گیربکس بر روی موتور شش سیلندر هم قابل سفارش بود.
در سال ۱۹۸۷ تعداد ۷۹٬۰۴۵ مونت کارلو تولید شد که از این تعداد ۳۹٬۷۹۴ متعلق به مدل LS و ۳۹٬۲۵۱ عدد مونت کارلو نیز با نشان SS عرضه شد.
اروکوپ که در سال ۱۹۸۶ به تعداد محدود تولید شده بود، تولید آن در این سال به دلیل تقاضای بازار و محبوبیت این مدل افزایش یافت و ۶٬۰۵۲ عدد از آن به تولید رسید. مدل اروکوپ فقط در سال‌های ۱۹۸۶ و ۱۹۸۷ و به مدت محدود دو سال تولید شد.

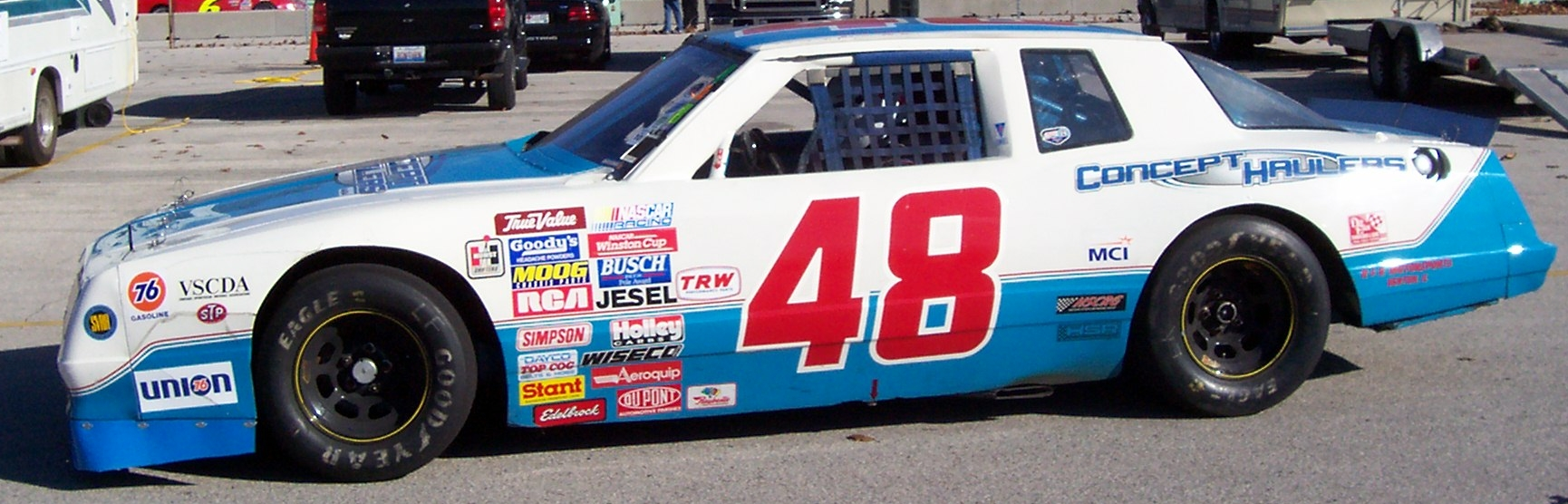
شورلت مونت کارلو ۱۹۸۵ اروکوپ در مسابقات نسکار

سال ۱۹۸۸ آخرین سال تولید نسل چهارم مونت کارلو بود و همچنین آخرین سالی بود که مونت کارلو به عنوان یک خودروی دیفرانسیل عقب تولید شد و فقط ۳۰٬۱۷۴ دستگاه مونت کارلو تولید و روانه بازار شد و پس از آن مونت کارلو پس از حدود ۱۹ سال تولید مداوم، به دلیل برنامه شورلت برای تولید و رونمایی از مدل جدیدی به نام لومینا متوقف شد. البته مونت کارلو پس از هشت سال دوباره در سال ۱۹۹۵ احیاء شد.

## نسل پنجم
مونت کارلوی نسل پنجم از ۱۴ فبریه ۱۹۹۴ تا سپتامبر ۱۹۹۹ تولید شد و مونت کارلوهای این نسل همگی در کشور کانادا و شهر اوشاوا در اونتاریو تولید شدند.
پس آنکه شورلت در سال ۱۹۸۷ به تولید مدل مونت کارلو خاتمه داد، مدل لومینا جایگزین آن شد ولی شورلت لومینا هیچگاه نتوانست موفقیت مونت کارلو را تکرار کند، بنابراین نسل پنجم مونت کارلو دوباره در سال ۱۹۹۵، همراه با نسل دوم لومینا بازگشت و در واقع نسخه کوپه لومینا با نام مونت کارلو عرضه شد. اما این مونت کارلو هیچ شباهتی به پیشینیان خود نداشت و در مونت‌کارلوی جدید نه از پیشرانهٔ هشت سیلندر خبری بود و نه از سیستم انتقال قدرت دیفرانسیل عقب. برای این خودرو دو پیشرانهٔ شش سیلندر ۳٫۱ لیتری و ۳٫۴ لیتری عرضه می‌شد. تنها گزینه برای انتقال نیرو هم یک گیربکس چهار سرعتهٔ اتوماتیک بود که قدرت را به چرخ‌های جلو منتقل می‌کرد. این نسل از مونت کارلو بر روی پلتفرم W-body تولید شد که بر روی محصولاتی مثل پونتیاک گرند پریکس، اولدزموبیل کاتلاس سوپریم، اولدزموبیل اینتریگ، بیوک سنچوری و بیوک رگال نیز از همین پلتفرم استفاده می‌شد.
از امکانات پایه مونت کارلو در سال ۱۹۹۵ می‌توان به کیسه‌های هوا به صورت استاندارد، ترمز ضد قفل، کولر، شیشه‌های برقی، قفل مرکزی و کلیدهای برقی، سیستم قفل ضد سرقت و دماسنج اشاره کرد. مونت کارلو با دو مدل LS و Z34 عرضه می‌شد. مدل LS با موتور شش سیلندر ۳٫۱ لیتری ارائه می‌شد که ۱۶۰ اسب بخار قدرت داشت و گیربکس آن نیز چهار سرعته اتوماتیک بود که گیربکس مشترک هر دو مدل بود و در داخل نیز به همراه صندلی نیمکتی ارائه می‌شد. Z34 در واقع مدل پرچمدار مونت کارلو بود که با با ظاهر اسپرت‌تر و به همراه موتور شش سیلندر ۳٫۴ لیتری عرضه می‌شد که توان تولید ۲۱۰ اسب بخار را داشت. مدل Z34 علاوه بر امکانات پایه، سیستم تعلیق سفت و اسپرت، رینگ‌های شانزده اینچی آلومینیومی، صندلی‌های اسپرت به همراه کنسول و شماری از امکانات دیگر عرضه می‌شد. نسخه‌ای خاص از مدل Z34 با نام Brickyard 400 Pace Car تولید شد که شامل تغییر در تزئینات داخل کابین، صندلی‌های گلدوزی شده چرمی و کنسول کامل، باله عقب و نوارهای رنگی دور ماشین بود.

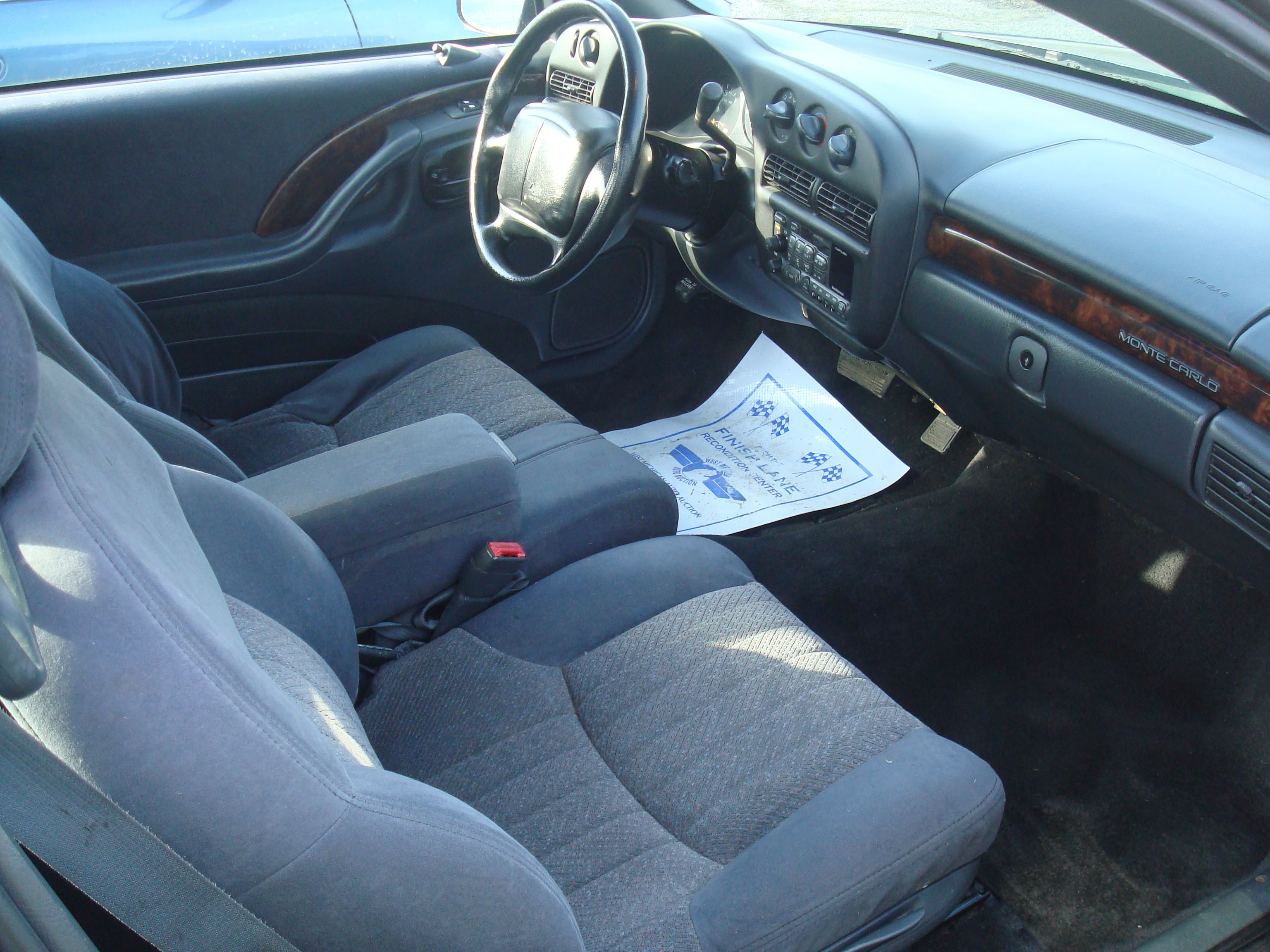
نمای داخل کابین مونت کارلو ۱۹۹۷

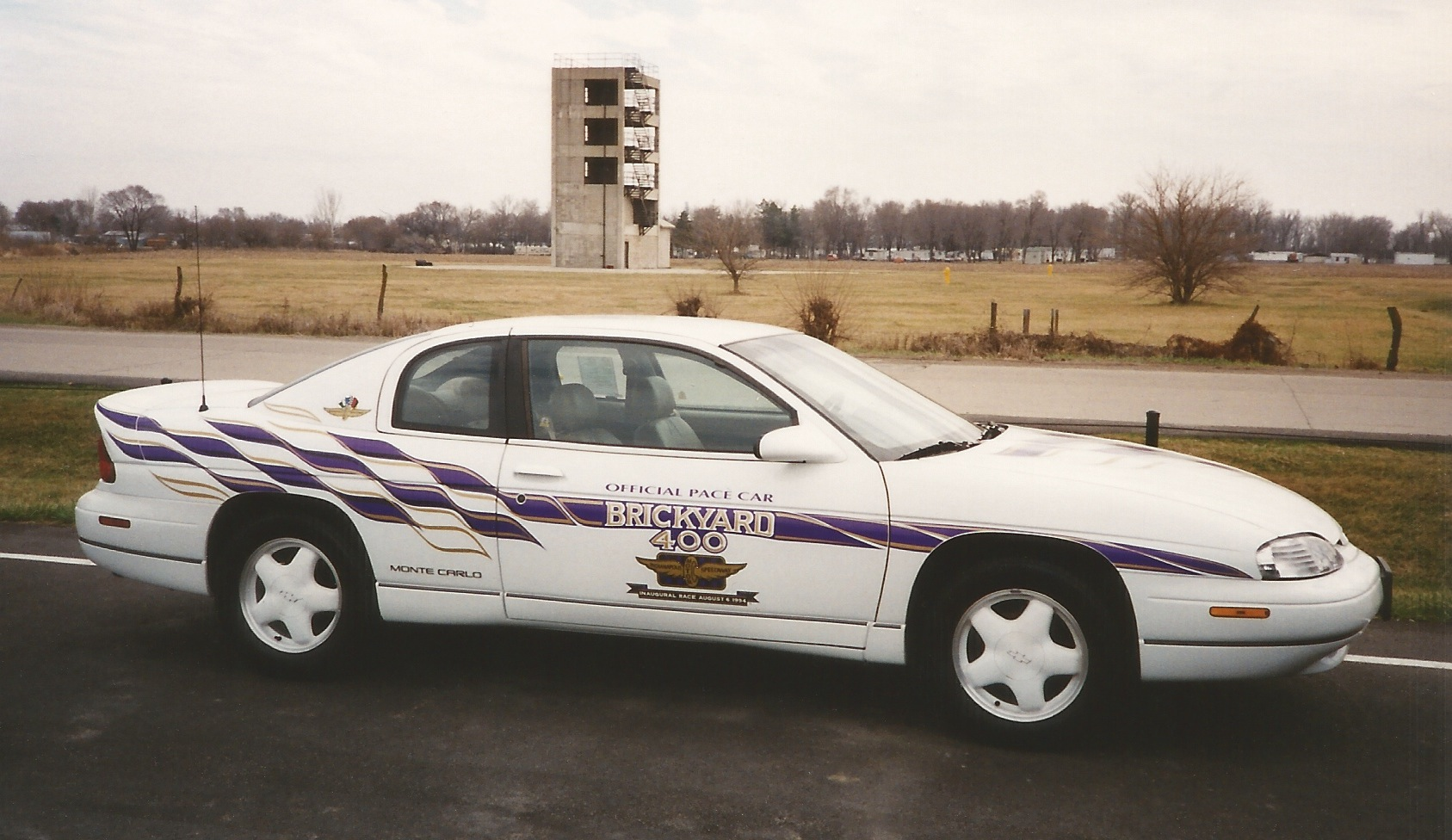
مونت کارلو ۱۹۹۵، نسخه Brickyard 400 Pace Car

مونت کارلو در نسل پنجم نیز مانند نسل‌های پیشینش همچنان به پیروزی‌های خود در مسابقات اتومبیلرانی مختلف ادامه می‌داد و در مسابقات مهمی پیروز شد و سبب درخشش نام مونت کارلو و شورلت گردید.

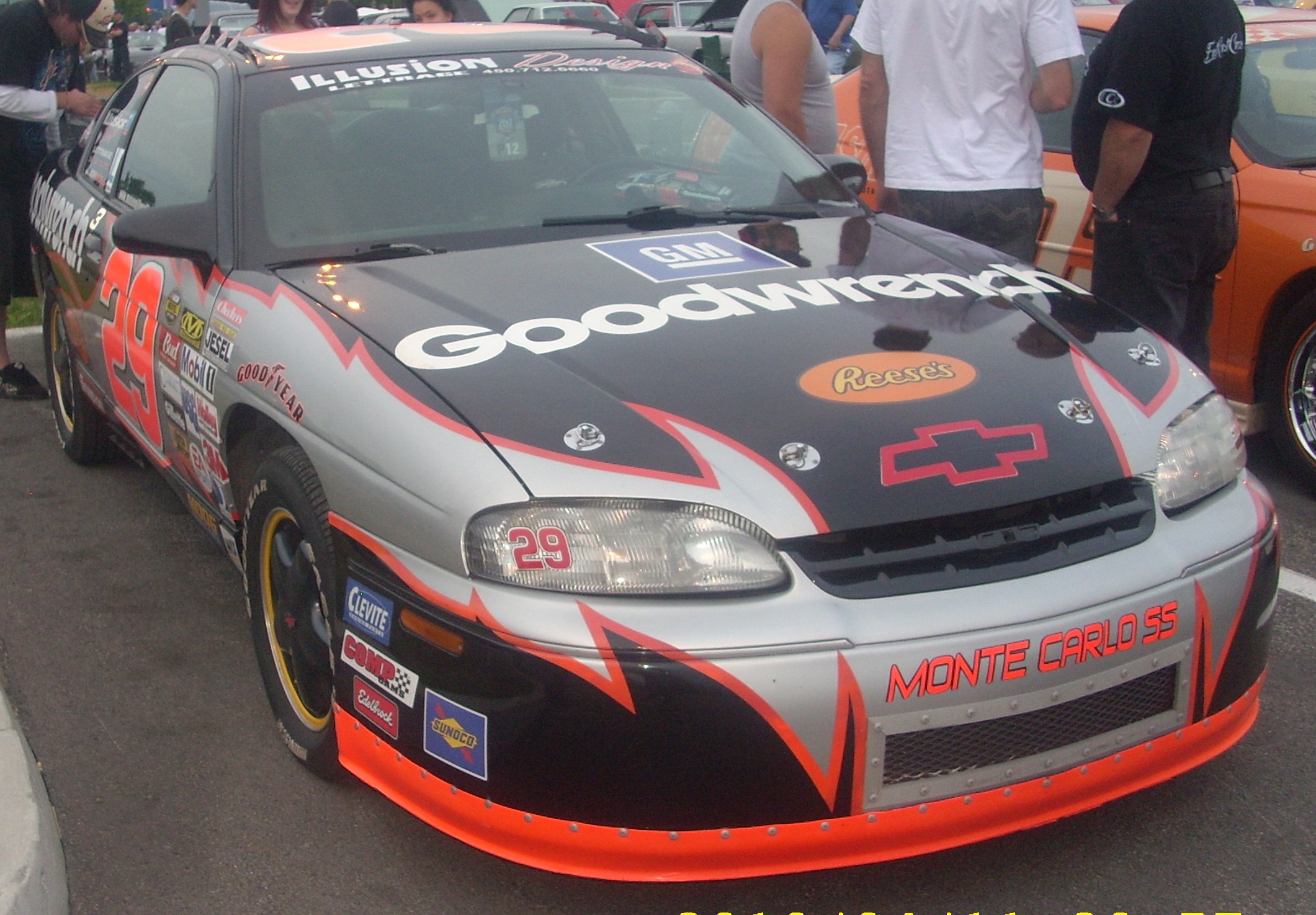
نسل پنجم شورلت مونت کارلو در مسابقات نسکار

در سال ۱۹۹۶ مونت کارلو با یک سری ویژگی‌های جدید مثل سانروف برقی، آینه‌های برقی، فرمان چرم کاری شده، تنظیم دمای دو مکانه و کنترل سیستم صوتی و رادیو از روی فرمان عرضه شد.
در سال ۱۹۹۷ نیز چراغ روز یا دی‌لایت و کیسه‌های هوای دوگانه و ترمزهای ABS به مونت کارلو اضافه شدند. تعدادی دیگر از نسخه خاص مونت کارلو Brickyard 400 pace car تولید شد، ولی هیچ نمونه‌ای به بازار و برای عموم عرضه نشد و از آن‌ها در مسابقات استفاده شد.
موفقیت‌های مونت کارلو از لحاظ فروش شورلت را ترغیب کرد تا نسل ششم مونت کارلو را هم خلق کند. تولید نسل پنجم تا سال ۱۹۹۹ ادامه داشت تا اینکه نسل ششم مونت کارلو در سال ۲۰۰۰ به بازار آمد.

## نسل ششم

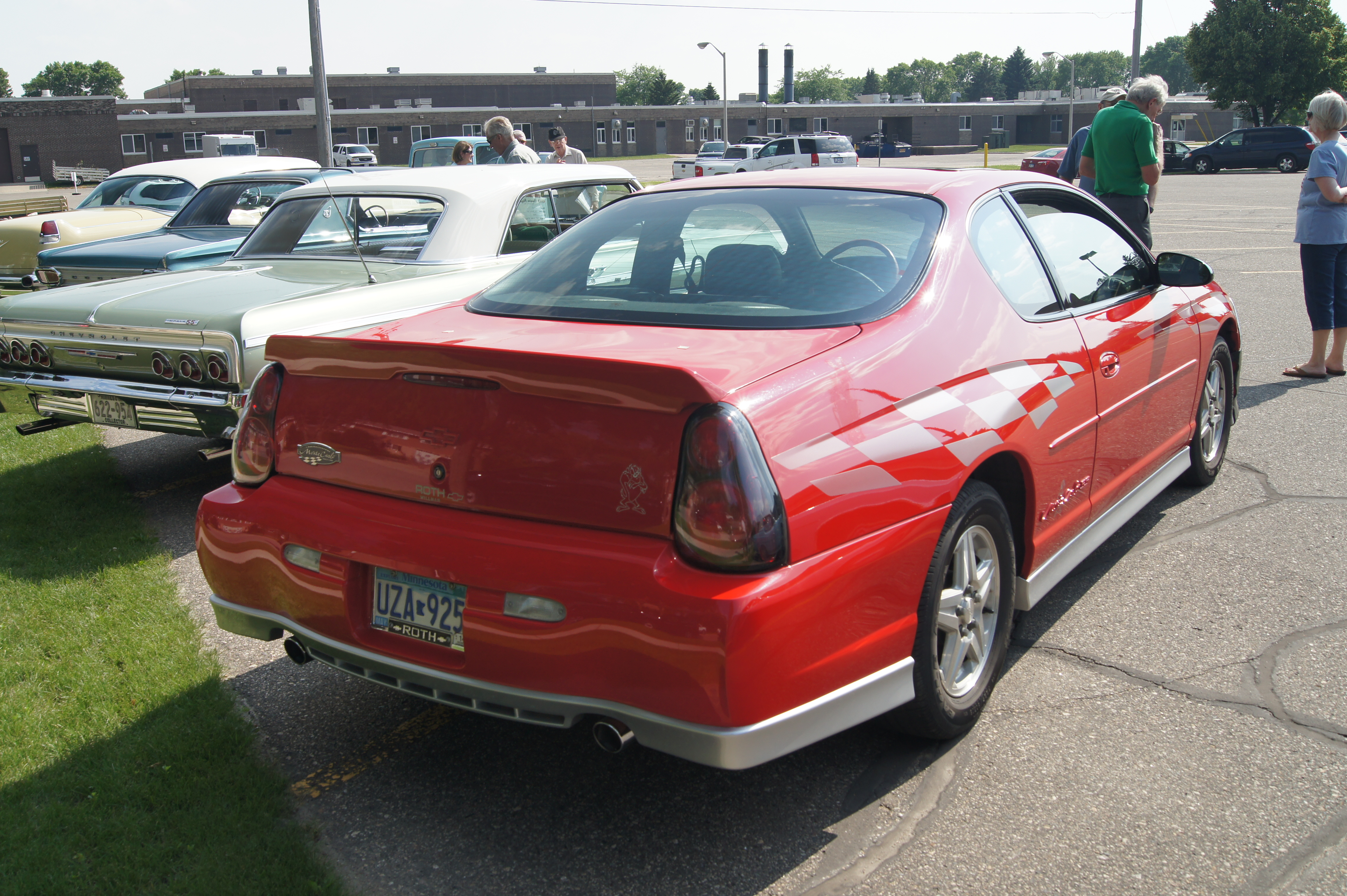
نمای عقب شورلت مونت کارلو (۲۰۰۰–۲۰۰۵)

نسل ششم مونت کارلو، از روی نسخهٔ مفهومی و آینده نگرانهٔ Monte Carlo Intimidate که شورلت آن را در سال ۱۹۹۷ میلادی رونمایی کرده بود ساخته شد.
در سال ۲۰۰۰، شورلت طراحان ارشد جنرال موتورز را برای طراحی نسل ششم مونت کارلو فرا خواند. در این سال هدف شورلت تنها طراحی یک خودرو برای پیروزی در مسابقات نبود، بلکه می‌خواست نامی از گذشته را زنده کند؛ بنابراین در طراحی نسل ششم از ویژگی‌های نسل‌های پیشین مونت کارلو الهام گرفته شد و مونت کارلو به صورت رترو طراحی شد. به‌طور مثال گلگیرها دوباره به صورت منحنی و قوس‌دار طراحی شدند، باله عقبی مشابه نسل چهارم برای آن طراحی شد، سپر عقب به صورت برجسته و با الهام از سپرهای قدیمی ساخته شد و چراغ عمودی عقب که از اصلی‌ترین نمادهای مونت کارلو بود دوباره به این خودرو بازگشت و از نشان مخصوص مونت کارلو یعنی تاج شوالیه نیز پس از ۱۲ سال دوباره در گوشه و کنار خودرو استفاده شد. مدل محبوب مونت کارلوی سوپر اسپرت یا SS هم دوباره احیاء و جایگزین مدل Z34 شد. شورلت همچنین خودروی لومینا را نیز از خط تولید خارج کرد و تصمیم گرفت نام ایمپالا را که آن هم مانند مونت کارلو چند سال تولیدش متوقف شده بود دوباره زنده کند، بنابراین نسل هشتم شورلت ایمپالا به عنوان خودروی فول سایز و نسخه چهار در مونت کارلو بازگشت.
به درخواست تیم‌های مسابقه‌ای، شورلت گودی و قوس کمی در صندوق عقب مونت کارلو ایجاد کرد که به بهبود آیرودینامیک خودرو برای مسابقات کمک می‌کرد و در انتهای صندوق نیز باله یا اسپویلر نصب شد که گودی صندوق را مخفی می‌کرد.
مدل LS از یک موتور شش سیلندر ۳٫۴ لیتری بهره می‌برد. مدل مونت کارلو SS در سال‌های ۲۰۰۴ و ۲۰۰۵ از یک موتور شش سیلندر ۳٫۸ لیتری بهره می‌برد که ۲۴۰ اسب بخار
قدرت داشت.

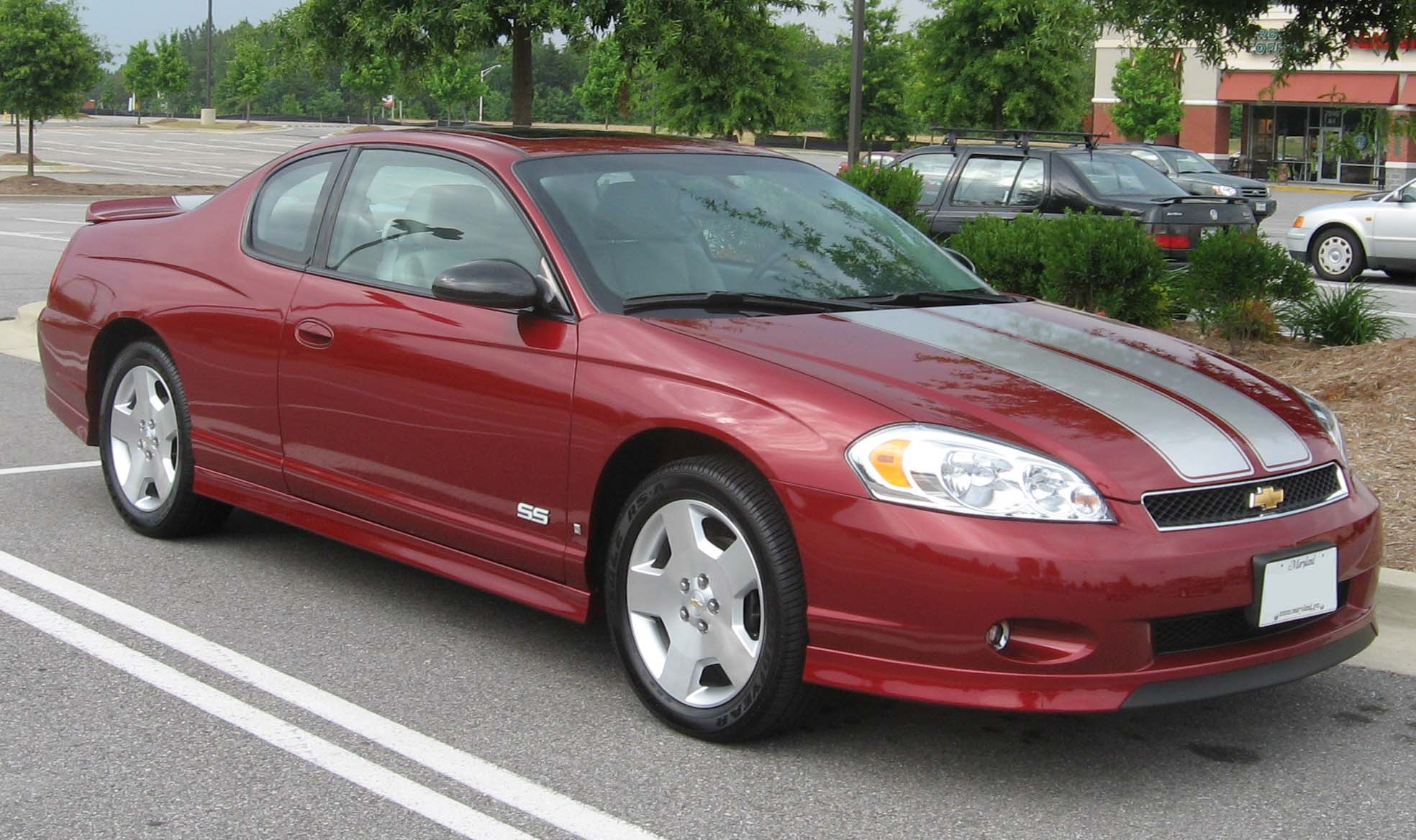
فیس لیفت نسل ششم مونت کارلو (۲۰۰۶–۲۰۰۷)

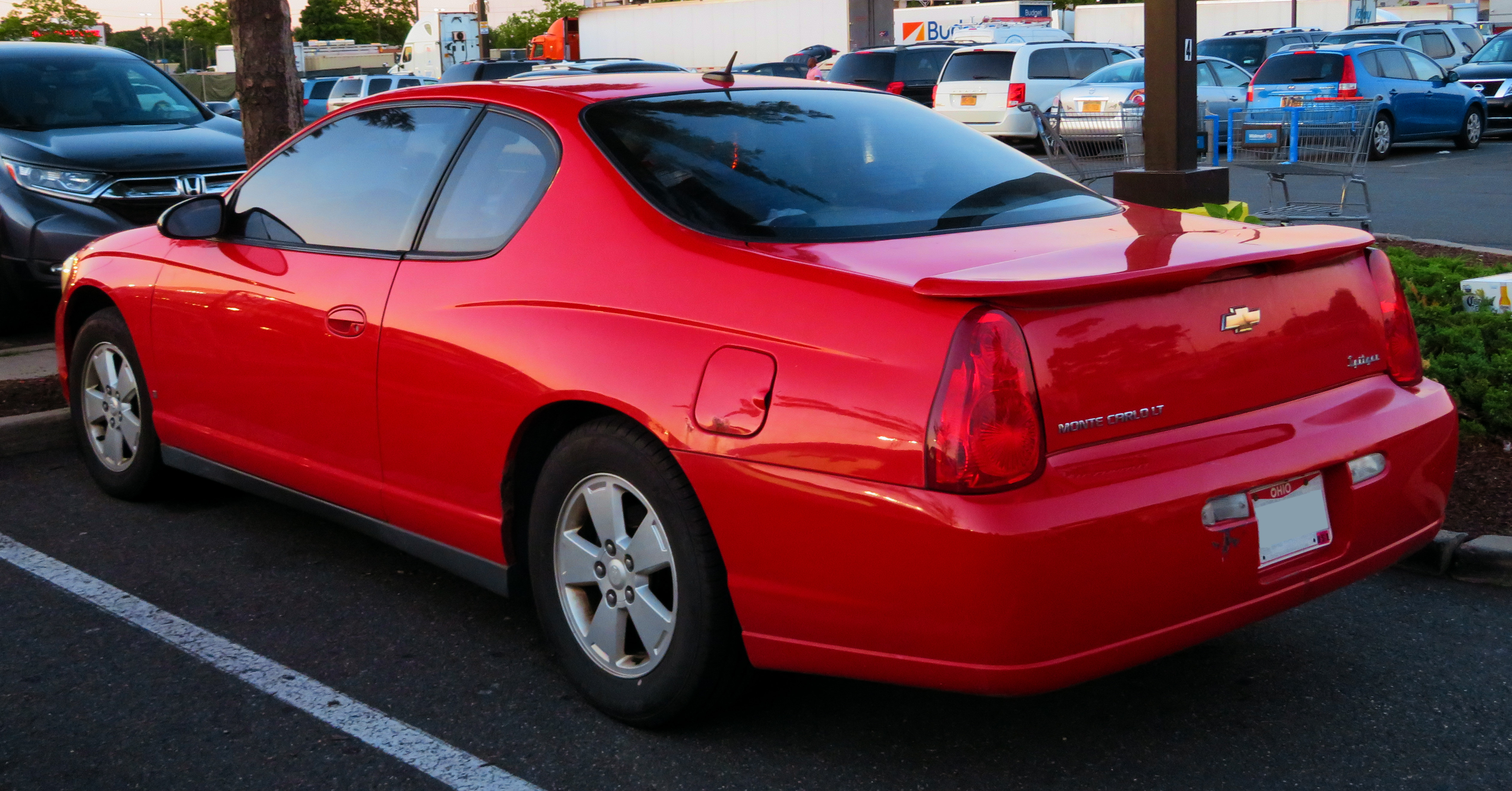
نمای عقب فیس‌لیفت نسل ششم مونت کارلو

فیس لیفت نسل ششم مونت کارلو در سال ۲۰۰۶ به همراه فیس لیفت ایمپالا در لوس آنجلس رونمایی شد. موتور پایه، شش سیلندر ۳٫۵ لیتری با ۲۱۱ اسب بخار بود. موتور هشت سیلندر ۵٫۳ لیتری با ۳۰۳ اسب بخار هم در دسترس بود. مدل اصلاح شده همچنین فضای داخلی بهبود یافته با مرکز، نمایشگر کوچک راهنماز راننده، ترمز ABS بهبود یافته، سیستم کنترل کشش و کیسه‌های هوای جانبی نصب شده روی صندلی برای سرنشینان جلو و عقب نیز داشت.
وقتی این ماشین در سال ۱۹۹۵ احیا شد، روی پلت‌فرم دیفرانسیل جلوی W-Body ساخته شده بود و فقط با پیشرانه‌های شش سیلندر به بازار آمد. البته در زمانی که مونت کارلو بازگشت بازار علاقه‌ای به خودروهای آمریکایی با پرفرمنس بالا نداشت و به همین دلیل برای مونت کارلو هم پیشرانه‌های هشت سیلندر ارائه نشد.
به دلیل کاهش فروش شورلت کامارو و پونتیاک فایربرد، جنرال موتورز در اوت سال ۲۰۰۲ به تولید این دو ماشین خاتمه داد و پلت‌فرم F-Body خود که زیربنای آن‌ها از دههٔ ۶۰ بود را کنار گذاشت. با توقف عرضه این دو خودرو، مونت کارلو تنها کوپه اسپرتی بود که توسط جنرال موتورز و شورلت تولید می‌شد. فورد نیز همانند شرکت‌های دیگر در آن زمان رکود فروش را در این کلاس با ماستنگ تجربه می‌کرد از این رو تصمیم گرفت در ژانویهٔ سال ۲۰۰۳ در نمایشگاه دیترویت کانسپتی از نسل جدید ماستانگ را رونمایی کند. موستانگ S-197 در سال ۲۰۰۵ راهی نمایندگی‌ها شد و فروش خوبی را تجربه کرد. رقبای فورد نیز به فکر ارائه رقیب برای ماستنگ افتادند. داج با استفاده از پلت‌فرم دیفرانسیل عقب کرایسلر ۳۰۰، نام چارجر را زنده کرده و با طراحی بدنه‌ای تهاجمی و همین‌طور استفاده از پیشرانه‌های هشت سیلندر همی قدرتمند، آن را به‌عنوان یک ماسل کار چهاردر به بازار بفرستد؛ بنابراین جنرال موتورز هم مجبور شد به این تغییر رویهٔ بازار پاسخ دهد اما مشکل اینجا بود که در آن زمان جنرال موتورز غیر از اس‌یووی‌ها و پیکاپ‌های خود، پلت‌فرم دیفرانسیل عقب دیگری در اختیار نداشت؛ بنابراین واردات خودروی کوپهٔ هولدن مونارو از استرالیا به ایالات‌متحده و تغییر برند آن به پونتیاک GTO در نظر گرفته شد. بدین ترتیب در سال ۲۰۰۴ پس از سال‌های غیبت، GTO دوباره به بازار بازگشت اما به موفقیت چندانی دست نیافت و عرضهٔ آن در سال ۲۰۰۶ پایان یافت. از قبل برنامه‌هایی برای ساخت نسل جدید کامارو در دست اجرا بود اما شورلت در طول توسعهٔ این پروژه به خودرویی نیاز داشت که تا زمان آماده شدن کامارو بتواند رقیبی برای فورد ماستنگ باشد؛ بنابراین جنرال موتورز تصمیم به ارتقای قدرت مونت کارلو و ساخت یک پیشرانهٔ پرقدرت گرفت که بتواند در آن قرار گیرد. برای این کار پیشرانه ۵٫۳ لیتری هشت سیلندر که در تراک‌ها مورداستفاده قرار می‌گرفت انتخاب شد. در ابتدا بلوک این موتور بجای آهن از آلومینیوم ساخته شد و سپس برای افزودن قدرت و عملکرد بیشتر، از برخی قطعات موتور شورلت کوروت در آن استفاده شد. جنرال موتورز قصد داشت از این موتور به صورت عرضی در محصولات دیفرانسیل جلو استفاده کند و به همین دلیل با کاهش طول میل‌لنگ و همین‌طور جابجایی واترپمپ، پیشرانه اصلاح و از طول آن کاسته شد تا بتواند به شکل عرضی در سینهٔ خودروها جای گیرد. این موتور LS4 نام گرفت و حدود ۳۰۰ اسب بخار قدرت تولید می‌کرد و قرار بود قلب تپنده مونت کارلوی جدید باشد. خودروهای پلت‌فرم W-Body تنها محصولاتی محسوب می‌شدند که این موتور بزرگ می‌توانست زیر کاپوت آن‌ها نصب شود. نسخهٔ فیس‌لیفت شدهٔ نسل ششم مونت کارلو در نمایشگاه لس آنجلس ۲۰۰۵ رونمایی و در نسخهٔ SS این پیشرانهٔ هشت سیلندر جایگزین موتور شش سیلندر سوپرشارژ قبلی شد و اولین مونت کارلوی هشت سیلندر از سال ۱۹۸۸ محسوب می‌شد. به این ترتیب بود که بازار کوپه‌های هشت سیلندر و پرقدرت پس از چندین سال دوباره رونق گرفت. مونت‌کارلو SS مدل ۲۰۰۶ که علاوه بر تجهیز به موتور V8، به‌روزرسانی‌ها و تغییرات دیگری را هم تجربه کرده بود و به عنوان رقیبی برای نسل پنجم ماستنگ راهی بازار شد. این کوپهٔ اسپرت با ۳۰۳ اسب بخار قدرت و ۴۳۸ نیوتن متر گشتاور، ظرف ۶ ثانیه از صفر به سرعت ۹۶ کیلومتر بر ساعت می‌رسید. تولید مونت‌کارلو سرانجام در تاریخ ۱۹ ژوئن ۲۰۰۷ به دلیل برنامه‌های که جنرال موتورز برای احیای کامارو داشت متوقف شد. مونت کارلوهای نسل ششم نیز مانند نسل پنجم در کانادا مونتاژ شدند.

## مونت کارلو در فرهنگ عامیانه
شورلت مونت کارلو در فیلم‌ها و سریال‌هایی حضور داشته که به نقشی ماندگار در بین مردم تبدیل شده‌اند. تعدادی از نقش‌های معروف به شرح زیراند:
- فیلم سریع و خشمگین: توکیو دریفت، مونت کارلو ۱۹۷۱ به عنوان خودروی شخصیت شان باسول
- سریال بریکینگ بد، مونت کارلو ۱۹۸۲ قرمز رنگ به عنوان خودروی اصلی شخصیت جسی پینکمن
- سریال بهتره با ساول تماس بگیری، مونت کارلو ۱۹۷۰ به عنوان خودروی شخصیت لالو سالامانکا
- فیلم روز تعلیم، مونت کارلو ۱۹۷۹ مشکی رنگ به عنوان خودروی شخصیت آلونسو هریس (دنزل واشینگتن)